# Geschichte der Luftfahrt

Die Geschichte der Luftfahrt umfasst die Entwicklung des Transports von Personen oder Gütern durch die Erdatmosphäre ohne Verbindung zur Erdoberfläche von den ersten Flugversuchen in vormoderner Zeit bis zur Luftfahrt der Gegenwart.

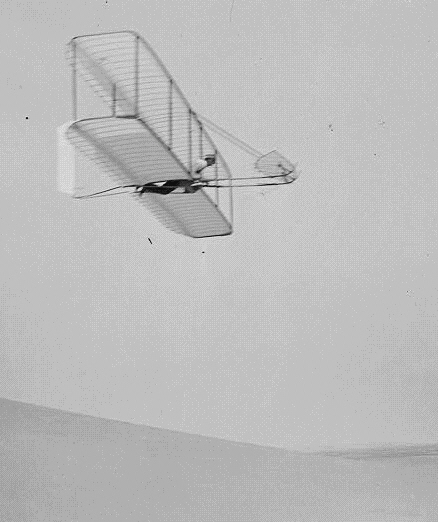
Gleitflug mit dem 1902 Wright Glider in Kitty Hawk am 10. Oktober 1902

Die für die Luftfahrtgeschichte wegweisenden Stationen reichen mehrere tausend Jahre zurück zum Drachen, dem ersten von Menschen geschaffenen Fluggerät, und zu den Mythologien der Sumerer und Griechen, die mit Gestalten wie dem Hirten Etana sowie Daidalos und Ikarus dem Traum vom Fliegen des Menschen Ausdruck verliehen.

## Mythologie und Antike

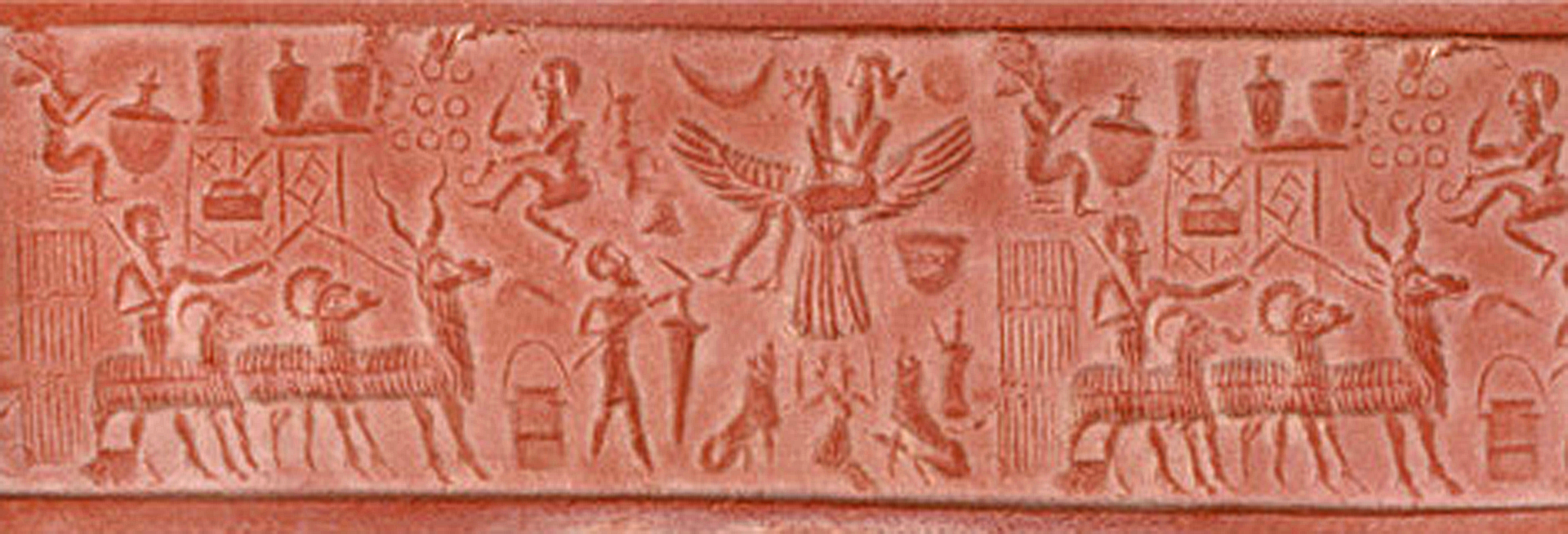
Der „Ritt auf einem Vogel“, ein Handlungselement des Etana-Mythos aus dem 24. Jahrhundert v. Chr. (Abbildung der Tonabrollung eines Rollsiegels)

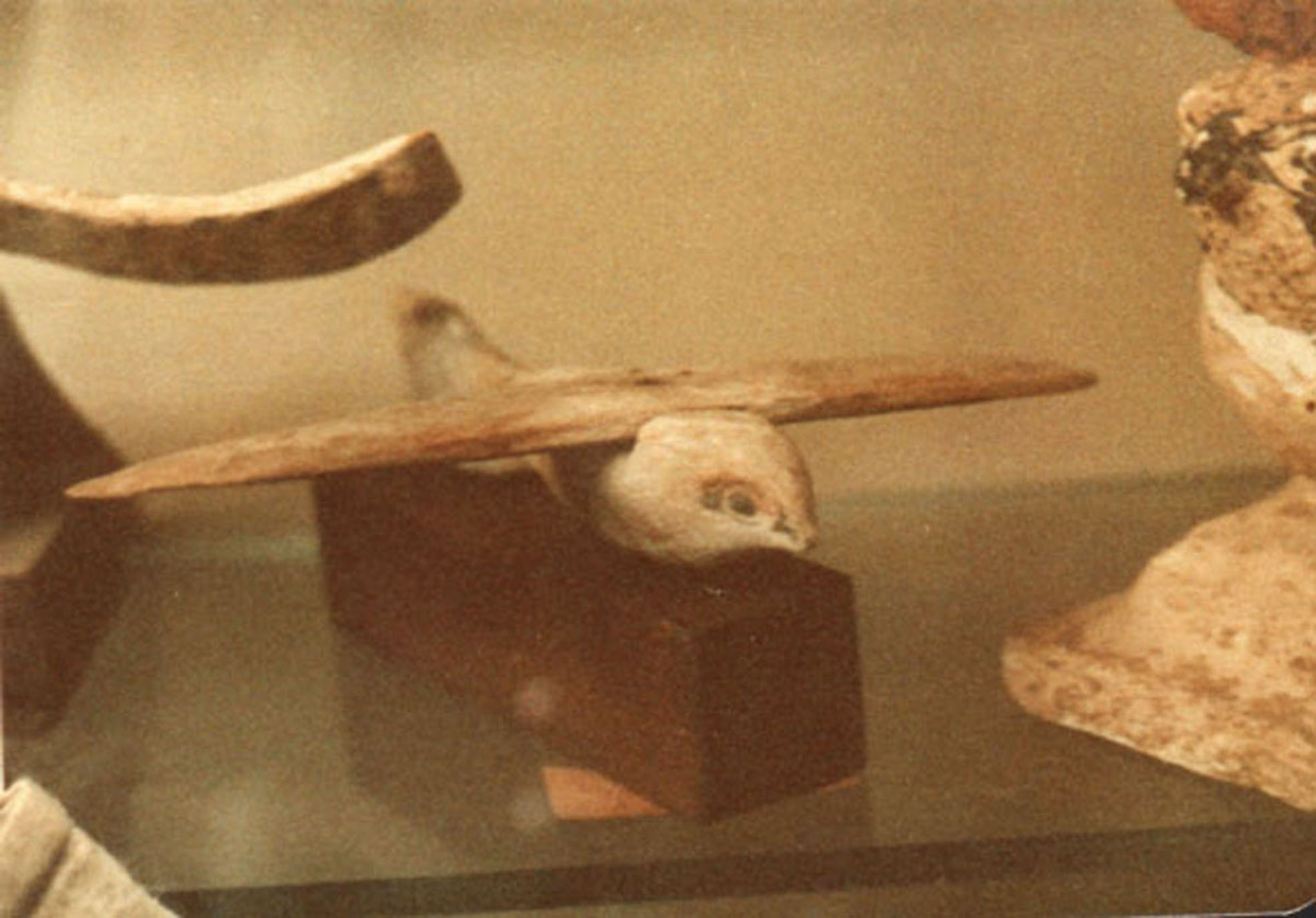
Vogel von Sakkara

Aus der sumerischen Mythologie ist der „Ritt auf einem Adler“ als Handlungselement des Etana-Mythos auf einem Rollsiegel aus dem 24. Jahrhundert v. Chr. dargestellt. Der Hirte Etana will für seine kinderlose Gattin „das Kraut des Gebärens“ vom Himmel herunterholen, stürzte aber, als er fast das Ziel erreicht hatte, mitsamt seinem Adler in die Tiefe.
Das Fliegen wurde oft als Attribut und Privileg der Götter angesehen. Auch dort, wo Götter oder übersinnliche Wesen nicht mit Flügeln dargestellt werden, zählt die Fähigkeit zu fliegen zu ihren Eigenschaften. Die indische Mythologie kennt Bilder von fliegenden göttlichen Streitwagen (Vimana), wie sie etwa in dem Epos Ramayana zu finden sind. Der Affengott Hanuman konnte ebenfalls fliegen. Bei den Azteken war es Quetzalcoatl, die gefiederte Schlange, die eine wichtige Rolle spielte, und auch die Babylonier stellten Löwen, Stiere sowie Menschen mit Flügeln dar.
Aus dem 2. Jahrhundert v. Chr. stammt der Vogel von Sakkara, ein hölzernes Artefakt aus einer Grabstätte im ägyptischen Sakkara. Es gibt Behauptungen, dass es sich hierbei um das Modell eines Fluggerätes handele.
Um die Zeitenwende dokumentierte der römische Dichter Publius Ovidius Naso in seinem Werk Metamorphosen die griechische Sage von Dädalus und Ikarus, die mit selbstgebauten Schwingen aus mit Wachs verklebten Vogelfedern die Flucht von Kreta nach Sizilien versuchten. Der Sage nach war die Technik eigentlich funktionsfähig; dass es nicht ganz funktionierte – Ikarus stürzte ab –, lag vielmehr daran, dass er sich der Sonne und dem Bereich der Götter zu sehr genähert hatte und quasi als Strafe für den Frevel, das Wachs der Flügel schmolz. Somit stürzte Ikarus ins Meer und verlor dabei sein Leben.
Im 2. Jahrhundert n. Chr. beschreibt Aulus Gellius in seinem Sammelwerk Noctes Atticae die Taube des Archytas, eine flugfähige hölzerne Nachbildung einer Taube, die Archytas von Tarent bereits im 4. Jahrhundert v. Chr. gebaut haben soll.

## Mittelalter
Abbas Ibn Firnas, einem andalusischen Gelehrten berberischer Abstammung, soll 875 bei Córdoba ein Gleitflug gelungen sein. Die einzige diesbezügliche Aussage stammt allerdings erst von einem Autor des 17. Jahrhunderts, Al Maqqari. Dem Benediktinermönch Eilmer von Malmesbury wird in einer Überlieferung des Historikers Wilhelm von Malmesbury (ca. 1080/1095–1143) für den Zeitraum 1000–1010 ein Gleitflug von 200 m Länge zugeschrieben. Er soll sich dabei aber wie Abbas schwere Verletzungen zugezogen haben.
Im christlichen Abendland wurde die Fähigkeit des Fliegens meist mit mystischen Wesen in Verbindung gebracht. Die Vorstellungswelt der Menschen sah Geister, Feen, Dämonen und Engel durch die Luft fliegen. Hexen standen in dem Ruf, mit Besen fliegen zu können; dem Volksglauben nach brauchten sie dafür eine Flugsalbe.
Prognosen zur Entwicklung von Flugmaschinen finden sich bereits im 13. Jahrhundert in den Schriften des englischen Franziskaners Roger Bacon (1219–1294).

## Renaissance

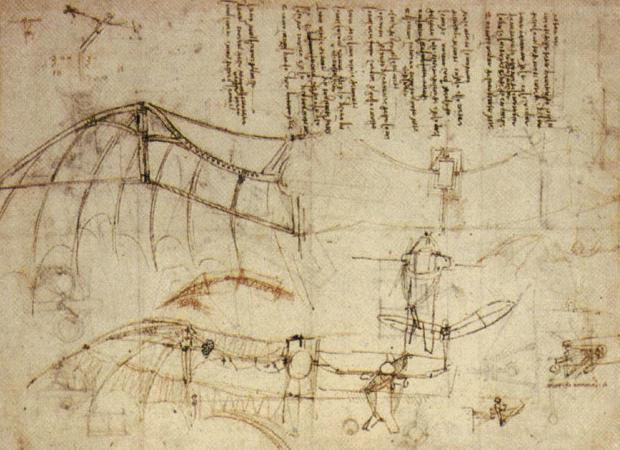
Entwürfe von Leonardo da Vinci, Kodex über den Vogelflug, 1505

In der Renaissance entwarf Leonardo da Vinci (1452–1519) verschiedene Flugzeuge, darunter auch den ersten „Helikopter“. Keines der Modelle wäre zwar flugtauglich gewesen, aber die kreativen Ansätze und insbesondere die ingenieurwissenschaftliche Methodik hatten Pionierwert, wobei da Vinci mit seinen Gedanken zur Luftfahrt „der Zeit weit voraus“ war. Erst Ende des 19. Jahrhunderts wurden da Vincis Entwürfe wiederentdeckt, hatten aber keinen bahnbrechenden Einfluss auf die Entwicklung der ersten Flugzeuge. Es wird allerdings vermutet, dass der Augsburger Schuhmacher Salomon Idler über Leonardos Pläne verfügte, als er seinen Flugapparat baute.

## Vom Schritt zum Sprung, vom Sprung zum Flug

### Die ersten flugfähigen Modellhubschrauber
1784 bauten die Franzosen Launoy und Bienvenue einen frühen flugfähigen Modellhubschrauber mit Doppelrotor. Sir George Cayley (s. u.) modifizierte das Modell 1796. Dies waren die ersten bekannten flugfähigen Modellhubschrauber mit gegenläufig koaxialen Rotoren. Sie wurden mit einem Drillbogen angetrieben, eine Steuerung war nicht vorgesehen. 1816 konstruierte der Österreicher Jakob Degen eine Luftschraube mit Uhrwerkantrieb. Dieses weltweit erste (unbemannte) Hubschraubermodell erreichte 1816 im Prater eine Höhe von 160 Metern. 1842 baute der Engländer W. H. Phillips den ersten flugfähigen Modellhubschrauber mit Blattspitzenantrieb. 1874 entwarfen Fritz und Wilhelm Achenbach den ersten einrotorigen Hubschrauber mit Heckrotor zum Drehmomentausgleich. Es gibt davon kein flugfähiges Modell.

### Jakob Degen
1807 konstruierte der Uhrmacher Jakob Degen einen Flugapparat mit beweglichen Schwingen, der mit Muskelkraft angetrieben sollte. Degen erkannte, dass der so erzielte Auftrieb nicht ausreichte. Daher fügte er einen mit einem Wasserstoff gefüllten Ballon hinzu, der etwa die Hälfte des zum Fliegen nötigen Auftriebs erzeugte. Am 13. November 1808 gelang ihm über dem Prater der erste gesteuerte Freiflug.

### Albrecht Ludwig Berblinger, der „Schneider von Ulm“
1810 bis 1811 konstruierte Albrecht Ludwig Berblinger, der Schneider von Ulm, einen ihn selbst tragenden Gleiter. Bei einer öffentlichen Vorführung über der Donau stürzte er jedoch unter dem Spott der Leute in den Fluss. Heute geht man davon aus, dass sein Apparat ein flugfähiger und erprobter Hängegleiter war.

### William Samuel Henson
Im Jahre 1842 meldete der englische Ingenieur William Samuel Henson (1805–1885) ein Motorflugzeugprojekt (Drachenprinzip) zum Patent an, das aber flugunfähig war.

### George Cayley

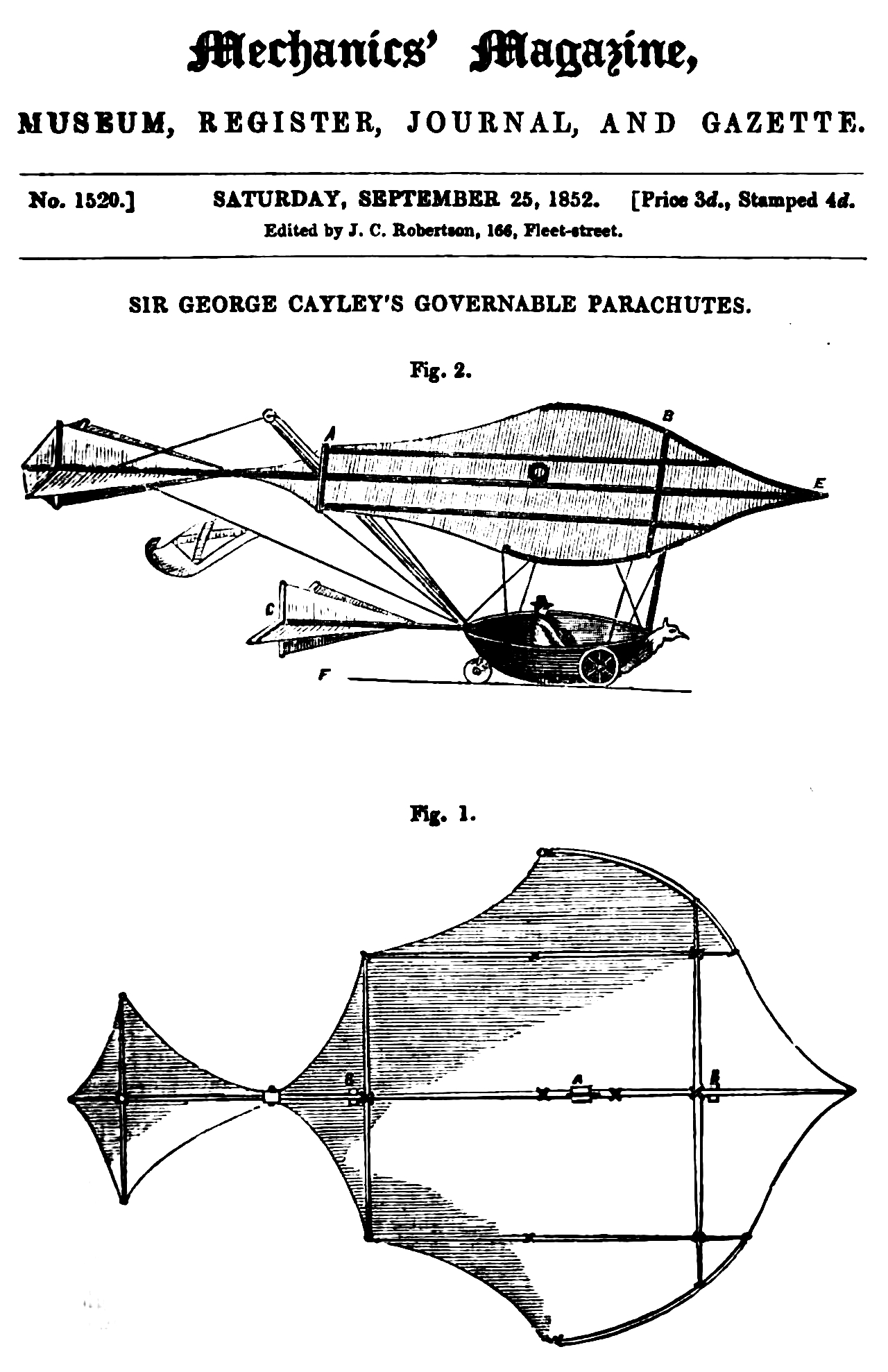
Gleiter von Cayley im Mechanics’ Magazine, 1852

Der englische Gelehrte Sir George Cayley (1773 bis 1857) untersuchte und beschrieb als Erster in grundlegender Weise die Probleme des aerodynamischen Flugs und wird daher auch als „Vater der Aeronautik“ bezeichnet. Er löste sich vom Schwingenflug und veröffentlichte 1809 bis 1810 einen Vorschlag für ein Fluggerät „mit angestellter Fläche und einem Vortriebsmechanismus“. Er beschreibt damit als Erster das Prinzip des modernen Starrflügelflugzeugs. Im September 1852 veröffentlichte er im Mechanics’ Magazine die Pläne und Beschreibungen zu einem einflächigen Gleitflugzeug, das mit Ballast erfolgreich getestet worden sei.

### Jean Marie Le Bris

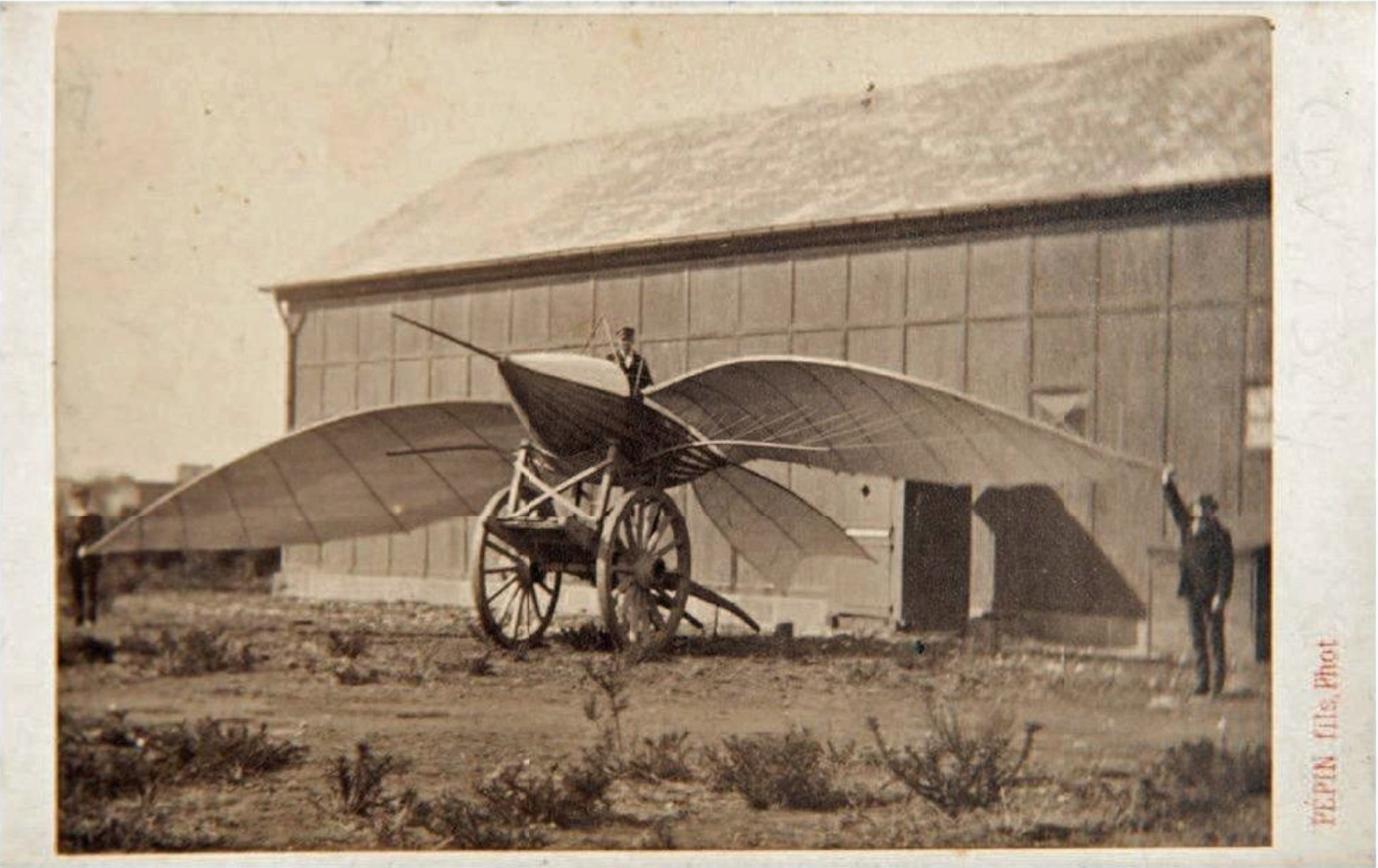
Jean Marie Le Bris mit seinem l’Albatros, Brest 1868

Der französische Kapitän zur See Jean Marie Le Bris (1817 bis 1872) baute 1857 und 1868 Gleitflugzeuge, die von der Form der Albatrosse abgeleitet waren. Die von Pferden gezogenen Gleiter sollen im Schlepp Flugweiten bis zu 200 m erreicht haben. Sein l’Albatros von 1868 ist das erste Flugzeug, das durch eine Fotografie belegt ist.

### Alexander Moschaiski
Dem russischen Marineoffizier Alexander Moschaiski (1825 bis 1890) wurde 1881 ein Flugzeug-Patent erteilt. Mit seinem Dampfmaschinenflugzeug unternahm er zwischen 1882 und 1886 mehrere Flugversuche. Das Flugzeug konnte vom Boden abheben, verlor jedoch in der Folge an Geschwindigkeit und sackte ab. Seine verbesserte Version, die mit mehr Leistung ausgestattet war, wäre nach der Schlussfolgerung des russischen Luftfahrtforschungsinstitut ZAGI (durchgeführt 1982) flugfähig gewesen. Zu dem Flug ist es jedoch durch den Tod des Konstrukteurs nicht mehr gekommen.

### Clément Ader
Der Franzose Clément Ader (1841 bis 1925) baute die Éole, ein Flugzeug mit Dampfmaschinenantrieb und 14 m Spannweite, dessen Tragflächen entsprechend Fledermausflügeln konstruiert waren. Am 9. Oktober 1890 startete die Éole zu ihrem einzigen Flug über ungefähr 50 Meter.

### Otto Lilienthal

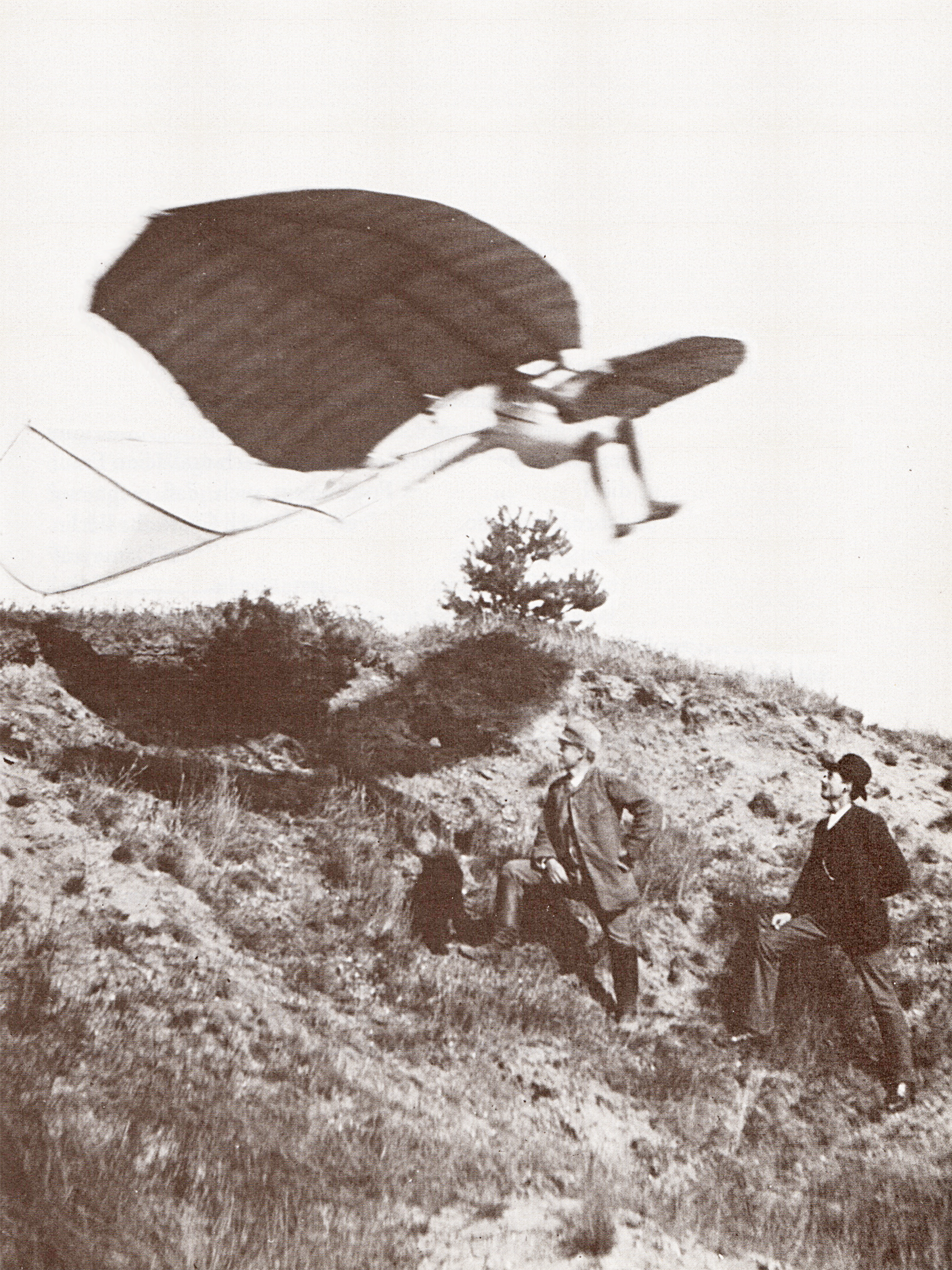
„Vom Schritt zum Sprung, vom Sprung zum Flug.“
Otto Lilienthal 1891 in Derwitz mit seinem Derwitzer Apparat.

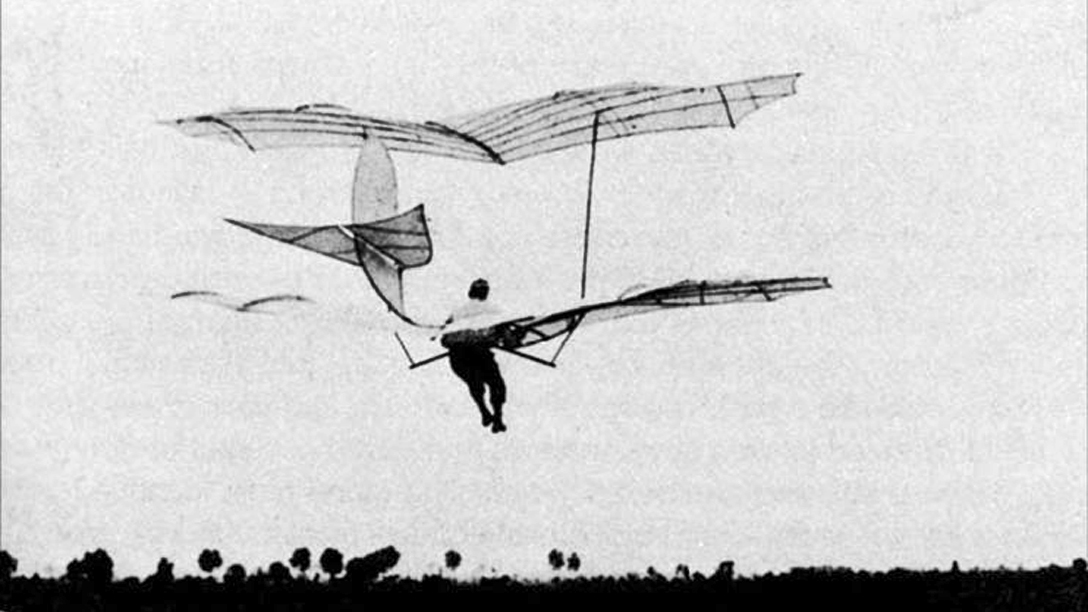
Flug Lilienthals im Doppeldecker, Fliegeberg in Berlin-Lichterfelde am 19. Oktober 1895

Der Flugpionier Otto Lilienthal (1848–1896) führte seit 1891 erfolgreiche Gleitflüge nach dem Prinzip „schwerer als Luft“ durch. Er zeichnete sich dadurch aus, dass er nach seinen Beobachtungen des Vogelfluges verschiedene Flugzustände unterschied und erkannte, dass Auftrieb und Vortrieb voneinander unabhängig zu betrachten sind. Seine Arbeitshypothese lautete: „Die Nachahmung des Segelflugs [der Vögel] muss auch dem Menschen möglich sein, da er nur ein geschicktes Steuern erfordert, wozu die Kraft des Menschen völlig ausreicht.“ Er entwickelte ab 1874 in ausführlichen theoretischen und praktischen Vorarbeiten die aerodynamische Formgebung von Tragflügeln für ein manntragendes Gleitflugzeug. Dazu nutzte er seinen „Rundlaufapparat“, der von der Funktion her ein Vorgänger der modernen Windkanäle war. Ab 1891 erprobte und verbesserte er seine Gleitflugzeuge in über 2.000 erfolgreichen Gleitflügen selbst im Flug. Dabei erzielte er Flugweiten von bis zu 250 Metern. Sein Normalsegelapparat war das erste Serienflugzeug und fand ab 1894 wenigstens neun Käufer.

### Octave Chanute

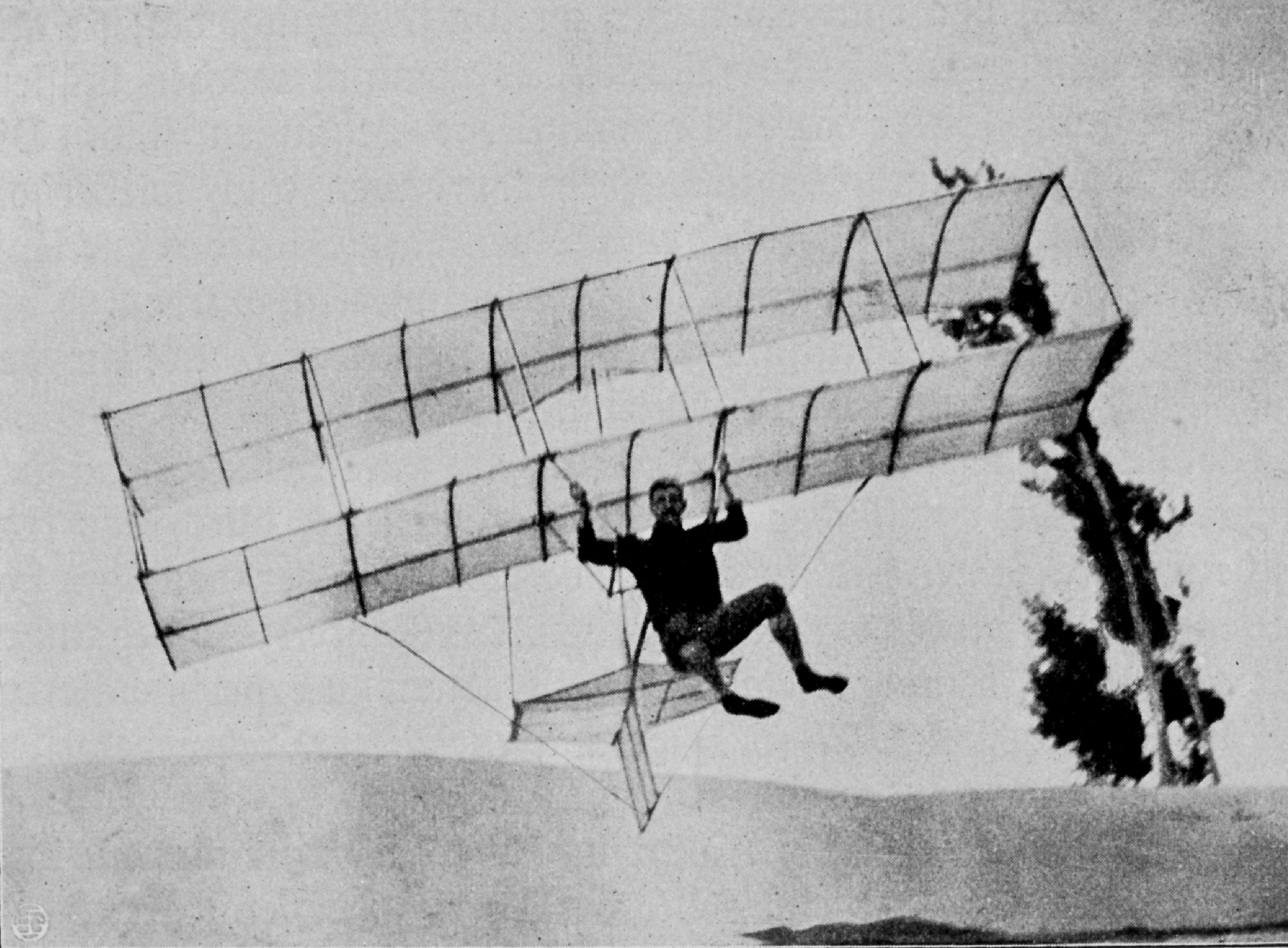
Der Chanute-Herring-Doppeldeckergleiter 1896

Der Eisenbahningenieur Octave Chanute, der systematisch Informationen über die weltweite Entwicklung der Flugtechnik sammelte, publizierte diese ab 1891 in Artikeln und 1894 in seinem Buch Progress in Flying Machines, eine für die damalige Zeit sehr umfassende und systematische Bestandsaufnahme zum Thema Flug mit Maschinen schwerer als Luft. Für die praktischen Versuche engagierte er Augustus Herring und andere und führte mit ihnen 1896 Fliegerlager durch. Dabei testeten und verglichen sie verschiedene Hanggleiter Varianten. Die Versuche führten zur Bestätigung der Doppeldecker-Konstruktion, die bereits Francis H. Wenham 1866 vorgeschlagen hatte und die Otto Lilienthal 1895 als erster erfolgreich realisiert hatte. Die Brüder Wright griffen für ihre Gleiter die guten Doppeldecker-Erfahrungen ihrer Vorgänger und insbesondere Chanutes Doppeldecker-Konstruktion auf und entwickelten sie weiter.

### Gustav Weißkopf
Die ersten gesteuerten Motorflüge soll der deutsch-amerikanische Flugpionier Gustav Weißkopf am 14. August 1901 über eine Strecke von einer halben Meile zurückgelegt haben. Hierzu gibt es Zeugenaussagen von namhaften Persönlichkeiten und mehrere historische Zeitungsartikel. Es liegen Zeichnungen und Fotos vor, die belegen, dass Weißkopf technisch in der Lage war, ein Fluggerät zu entwickeln und bauen. Eine Reihe von Flug-Historikern hat keine Zweifel mehr an motorisierten Flügen Weißkopfs im Jahr 1901.

### Brüder Wright

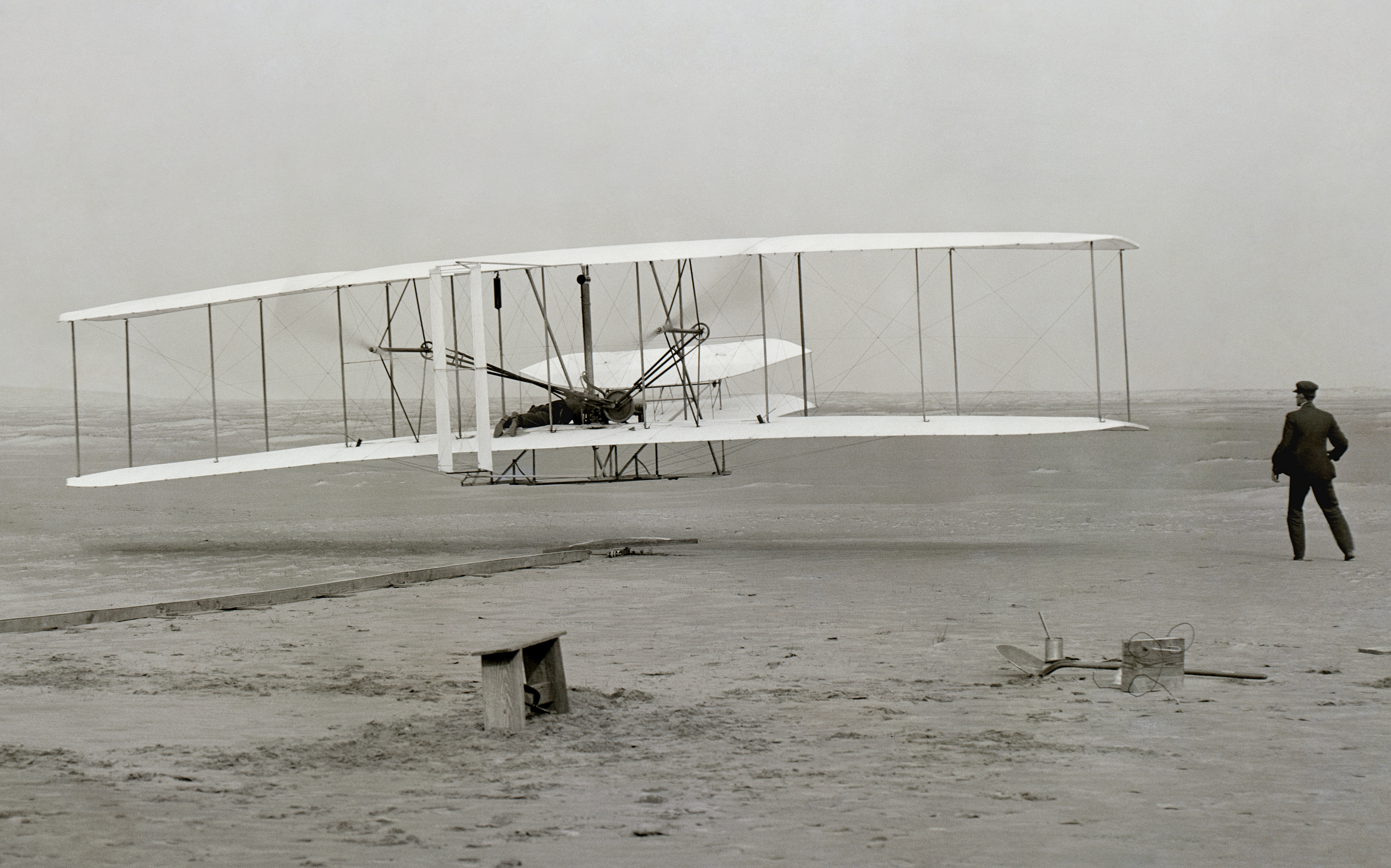
Wright Flyer 1903

Die große Bedeutung der Flüge der Brüder Wright in der flugtechnischen Entwicklung ist unbestritten und allgemein anerkannt. Ihre herausragende Leistung bestand in der Entwicklung der ersten vollständigen aerodynamischen Flugsteuerung des Flugzeugs um alle drei Raumachsen, die sie selbst als notwendige Voraussetzung für den kontrollierten Motorflug ansahen und bereits mit ihrem 1902 Wright Glider erreichten. Sie verwendeten einen Tragflächenverwindungsmechanismus, den Vorläufer des heutigen Querruders, zur Steuerung der Rollbewegung um die Längsachse (das seitliche Neigen), ein (vorn angebrachtes) Höhenruder („Canard“) für die Steuerung der Nickbewegung um die Querachse sowie ein Seitenruder für die Kontrolle des Gierens um die Hochachse, ohne welches eine Kurve weder ein- noch wieder ausgeleitet werden kann. Mit dieser Dreiachssteuerung als Basis reichten sie bereits im März 1903 das Patent ihrer Flying Machine ein (erteilt 1906) und entwickelten mit ihren drei Wright Flyern und dem Wright Model A den aerodynamisch kontrollierten Motorflug, wie er bis heute eine Grundlage des Flugzeugbaus ist.
Die Brüder Wright, die ihre Flüge genauestens dokumentierten, waren damit in der Lage, andauernde, gesteuerte Motorflüge durchzuführen. Nach dem ersten gesteuerten Motorflug am 17. Dezember 1903 folgten ständig weitere Flüge. Unter anderem flogen sie am 20. September 1904 den ersten Vollkreis oder sie blieben am 5. Oktober 1905 39,5 Minuten in der Luft. – Alles bevor am 23. Oktober 1906 in Europa mit der Santos-Dumont 14-bis der erste 60 Meter weite Flug verzeichnet wurde.

### Samuel Pierpont Langley
Samuel Pierpont Langley, ein Sekretär des Smithsonian-Instituts versuchte einige Wochen vor dem Wright-Flug, seine „Aerodrome“ zum Fliegen zu bringen. Obwohl sein Versuch scheiterte, behauptete das Smithsonian-Institut einige Zeit, die Aerodrome sei die erste „flugtaugliche Maschine“. Der Wright Flyer wurde dem Smithsonian Institut mit der Auflage gestiftet, dass das Institut keinen früheren motorisierten Flug anerkennen dürfe. Diese Auflage wurde von den Stiftern formuliert, um die frühere Darstellung des Instituts, Langley habe mit der Aerodrome den ersten erfolgreichen Motorflug durchgeführt, zu unterbinden. Diese Auflage führte immer wieder zu der Vermutung, dass es vor den Wright-Flyern erfolgreiche Versuche zum Motorflug gegeben habe, deren Anerkennung aber im Zusammenhang mit der Stiftungsauflage unterdrückt worden sei.

### Traian Vuia
Traian Vuia baute im Dezember 1905 einen einsitzigen Schulterdecker, den er Traian Vuia 1 nannte. Vuia fand einen Platz in Montesson in der Nähe von Paris, wo er seine Flugmaschine testen konnte. Anfangs wurde der Apparat, ohne Flügel, als Landfahrzeug getestet. Am 18. März 1906 fand der Erstflug statt, bei dem die Maschine nach einem Startlauf von 50 m abhob und rund 12 m weit in einer Höhe von einem Meter flog. Dann stoppte der Motor und das Flugzeug landete. Viele Zeitschriften in Frankreich, den USA und England schrieben über diesen kurzen Flug. Dies war der erste freie Flug einer Flugmaschine mit einem Zugpropeller.
1907 baute er seine Vuia II mit einem 25 PS (19 kW) Antoinette-Motor. Die Antoinette-Motoren und später die Antoinette-Flugzeuge baute damals Léon Levavasseur, der zeitweise der Monteur von Alberto Santos Dumont war. Die Vuia II wurde auf dem Aeronautical Salon in Paris ausgestellt.
Zwischen 1918 und 1921 baute Vuia Experimental-Hubschrauber im Juvissy- und Issy-les-Moulineaux-Aerodrome. Eine andere große Erfindung war die Entwicklung eines Dampfgenerators, der Dampfdrücke von mehr als 100 atm (10 MPa) erzeugen konnte. Diese Generatoren werden heute noch in einigen Kraftwerken eingesetzt.
Am 27. Mai 1946 wurde der Rumäne Traian Vuia zum Ehrenmitglied der rumänischen Akademie ernannt. Heute trägt der Flughafen Timișoara (TSR) seinen Namen. Er ist der zweitgrößte Flughafen in Rumänien.

### Alberto Santos-Dumont
Der erste Motorflieger Europas war wohl der in Paris lebende Brasilianer Alberto Santos-Dumont. Bei seinen ersten Versuchen ein Luftfahrzeug zu motorisieren brachte er einen 1,75 PS leistenden Motor an einem kleinen Gasballon an, wobei sich dieser Antrieb als zu schwach erwies. Nachdem er dann ab 1898 mehrere Luftschiffe erfolgreich konstruiert und geflogen hatte, wandte er sich der Konstruktion von Starrflügel-Flugzeugen zu.
Am 12. November 1906 flog er mit der 14-bis den ersten öffentlichen und offiziellen Motorflug ohne Katapultsystem und ohne Gegenwind. Alberto Santos-Dumont gewann das Preisgeld von 1.500 Franc für den ersten Motorflug der Welt über 100 Meter. Seine 14-bis basierte auf Erfahrungen, die er mit Kastendrachen gemacht hatte, woher sich die Form seiner Tragflächen ableitete. Seine 1907 bis 1909 gebauten Eindecker (5 Meter Spannweite) waren Vorläufer des Leichtflugzeuges. Im September des Jahres 1909 entwarf und flog Alberto Santos-Dumont die Demoiselle, das erste Leichtbau-Sportflugzeug der Welt. Er flog im gleichen Monat einen Geschwindigkeitsrekord von 55,8 mph (18 km in 16 Minuten, entsprechend ca. 90 km/h). Das Flugmodell wurde in den USA und in Europa mehrfach kopiert.
Die ersten Motorflugzeuge waren meist Doppeldecker. Versuchsweise wurden auch mehr als drei Tragflächen übereinander angeordnet. Eine solche Mehrdeckerkonstruktion stammte von dem Engländer Horatio Frederick Phillips. Mit dem Fünfzigdecker „Horatio Phillips No. 2“ gelang ihm im Sommer 1907 der erste Motorflug in England.

### Ludwig Prandtl, Aerodynamische Versuchsanstalt Göttingen
Ende 1907 wurde die spätere Aerodynamische Versuchsanstalt Göttingen (AVA) ins Leben gerufen. Sie beschäftigte sich in ihren Gründungsjahren noch mit der Entwicklung der „besten“ Luftschiffform, ihr damaliger Leiter Ludwig Prandtl wurde mit der Erforschung der wissenschaftlichen Grundlagen zur Grenzschichttheorie und zur Theorie des Tragflügels weltweit zum „Vater der Aerodynamik“.

### Louis Bréguet, die ersten Hubschrauber

Paul Cornu 1907 mit seinem „fliegenden Fahrrad“

- 1907 bauten Louis Bréguet und Jacques Bréguet unter der Mitwirkung von Charles Richet den Quadrocopter „Bréguet-Richet Nr. 1“. Der Hubschrauber hob mit einer Person ca. 1,5 m vom Boden ab. Die Flugeigenschaften waren allerdings so instabil, dass die Maschine von vier Mann an den Auslegern gesichert werden musste. Der erste Hubschrauberflug war also ein Fesselflug.
- Paul Cornu entwickelte den weltweit ersten bemannten freifliegenden Hubschrauber, „fliegendes Fahrrad“ genannt. Bei dem Erstflug am 13. November 1907 in Lisieux, Calvados, Frankreich erreichte er eine Höhe von etwa 30 cm und 20 Sekunden Flugzeit.
- Der erste Verbundhubschrauber war 1908 der „Bréguet-Richet Nr. 2“. Er erreichte eine Flughöhe von ca. 4,5 m und eine Flugstrecke von ca. 20 m. Zu wirklich brauchbaren Hubschrauberkonstruktionen kam es erst in den 1930er Jahren, so 1933 der Gyroplane-Laboratoire. In der Zwischenzeit wurden Konstruktionsmerkmale entwickelt, die heute noch Bedeutung haben. Das sind Konstruktionsmerkmale wie z. B. Tandemrotor, koaxiale Rotoranordnung oder Heckrotor zum Ausgleich des Drehmoments oder Vorrichtungen zur zyklischen Variation der Rotorblattanstellung. Grigore Brişcu begann 1909 als erster Ingenieur mit der zyklischen Variation der Rotorblattanstellung zu experimentieren, um die Flugstabilität eines Hubschraubers zu gewährleisten.[6]

### Das erste Höhenatemgerät
1907 stellt das Drägerwerk sein erstes Konstantdosierhöhenatemgerät her. Diese Geräte bekommen für Flugzeuge aber erst später Bedeutung, denn zu jener Zeit erreichen nur Ballonfahrer Höhen, bei denen die Höhenkrankheit bzw. Sauerstoffmangel auftritt.

### Louis Blériot, Ärmelkanalüberquerung

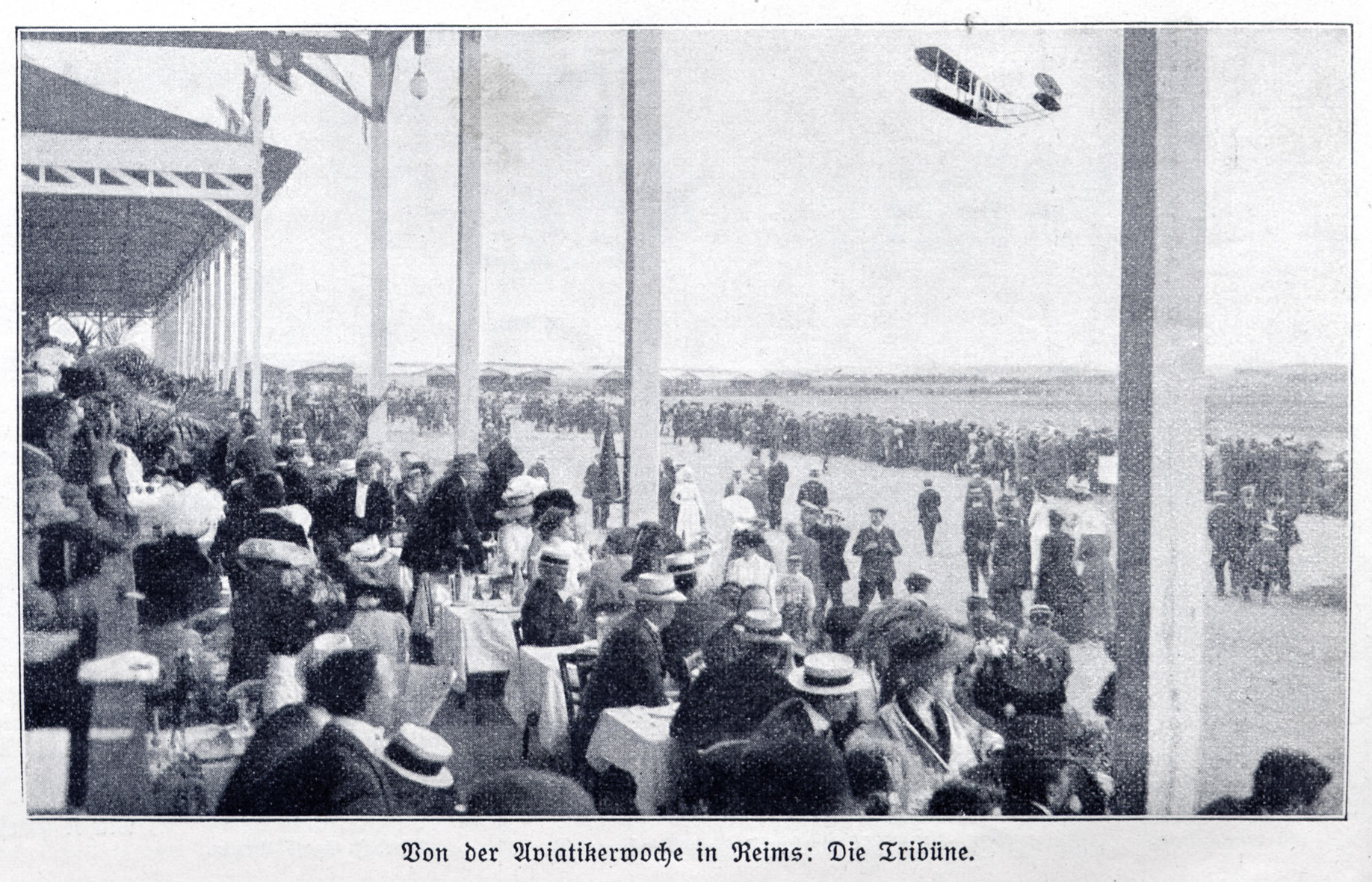
Nach Blériots Kanalüberquerung im Juli war die Flugwoche in Reims im August 1909 ein weltweit beachtetes Großereignis

Europa setzte im Jahr 1909 weitere praktische Meilensteine in der Geschichte der Luftfahrt. Am 25. Juli 1909 überquerte Louis Blériot mit seinem Eindecker Blériot XI als Erster mit einem Flugzeug den Ärmelkanal. Sein Flug von Calais nach Dover dauerte 37 Minuten bei einer durchschnittlichen Flughöhe von 100 Metern. Blériot konnte somit den von der englischen Zeitung Daily Mail für die erste Kanalüberquerung ausgelobten Geldpreis entgegennehmen. Mit der Blériot XI wurde ihr Konstrukteur „Vater der modernen Eindecker“. Blériot war bereits 1904 Mitgründer der Motorenfabrik Société Antoinette gewesen, hatte diese aber bereits 1907 wieder verlassen, 1912 wurde Antoinette insolvent. Blériot produzierte dann insgesamt etwa 800 Stück vom Typ XI und wurde dadurch zum ersten kommerziellen Flugzeughersteller.

### René Hanriot
Der erfolgreiche Automobilrennfahrer René Hanriot gründete 1908 eine Firma Société des monoplans Hanriot, die Eindecker produzierte, jedoch 1912 Insolvenz anmelden musste. Am 30. Mai 1914 stürzte Alfred Agostinelli, der Sekretär des Schriftstellers Marcel Proust, mit einem Hanriot-Eindecker bei einem Übungsflug vor der Küste von Antibes ab, was ein breites internationales Presseecho fand.
Mit Ausbruch des Ersten Weltkrieges gründete Hanriot, gemeinsam mit dem Flugzeugkonstrukteur Emile Dupont, die Aeroplanes Hanriot et Cie. Die 1916 entwickelte HD.1 bildete dann in Italien und Belgien das Rückgrat der Jagdfliegerkräfte. Nach Kriegsende gelang ihm ein weiterer Erfolg mit dem Schuldoppeldecker HD.14.

### Grande Semaine d’Aviation de la Champagne
Vom 22. bis zum 29. August 1909 fand mit der „Grande Semaine d’Aviation de la Champagne“ eine Flugwoche in Reims statt, die mehrere Rekorde bescherte: Farman flog eine Strecke von 180 Kilometern in drei Stunden. Blériot flog die höchste Fluggeschwindigkeit über die 10-Kilometer-Strecke mit 74,32 km/h. Latham erreichte auf einer „Antoinette“ des Flugzeugkonstrukteurs Levasseur mit 155 m die höchste Flughöhe. Curtiss gewann mit 76,75 km/h den Gordon-Bennett-Pokal.
Im September 1909 sah sich die Preußische Staatsbahn erstmals veranlasst, den Transport von „Flugapparaten und Flugmaschinen“ in ihrem Tarif für Stückgut zu regeln.

### Hans Grade

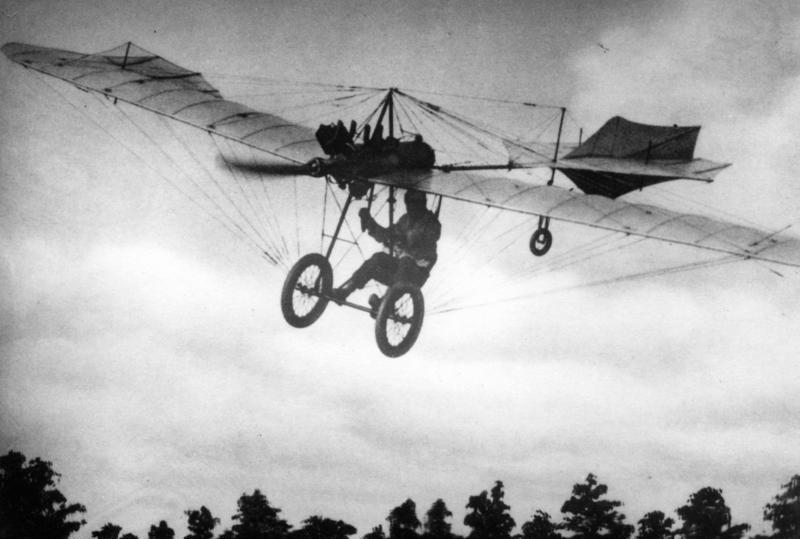
Hans Grade in seiner „Libelle“

Der erste deutsche Motorflieger im Sinne des Lanz-Preises der Lüfte war Hans Grade, der mit seinem Eindecker Libelle am 30. Oktober 1909 diesen Preis gewann. Bereits 1908 hatte er mit einem Dreidecker seine ersten erfolgreichen Flüge unternommen. Die Libelle wurde von ihm in Serie gebaut und diente vielen der ersten deutschen Piloten als Schulflugzeug. August Euler erwarb 1908 die Lizenz für den Nachbau des französischen Flugzeugtyps Voisin-Doppeldecker und begann die Serienfertigung. Euler und Grade erhielten 1910 die ersten deutschen Flugzeugführerpatente.

### Igo Etrich

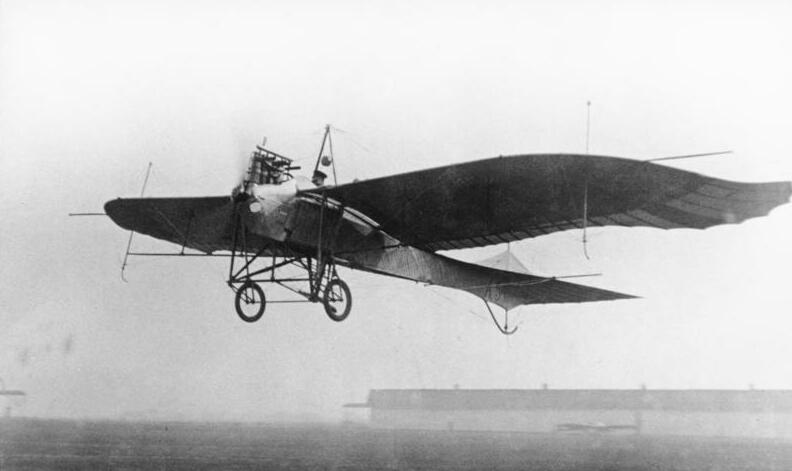
„Etrich-Taube“ beim Start

Auch die von dem österreichischen Flugpionier Igo Etrich im Winter 1909/1910 entwickelte Etrich-II-Taube war eines der ersten in größerer Stückzahl gebauten Motorflugzeuge. Mit dem Überlandflug Wien–Horn–Wien über rund 140 km am 10. Oktober 1910 errang Karl Illner den großen Preis der Stadt Wien. Die Maschine hatte bis in den Ersten Weltkrieg hinein auch Bedeutung als Militärflugzeug.

### Armand Dufaux

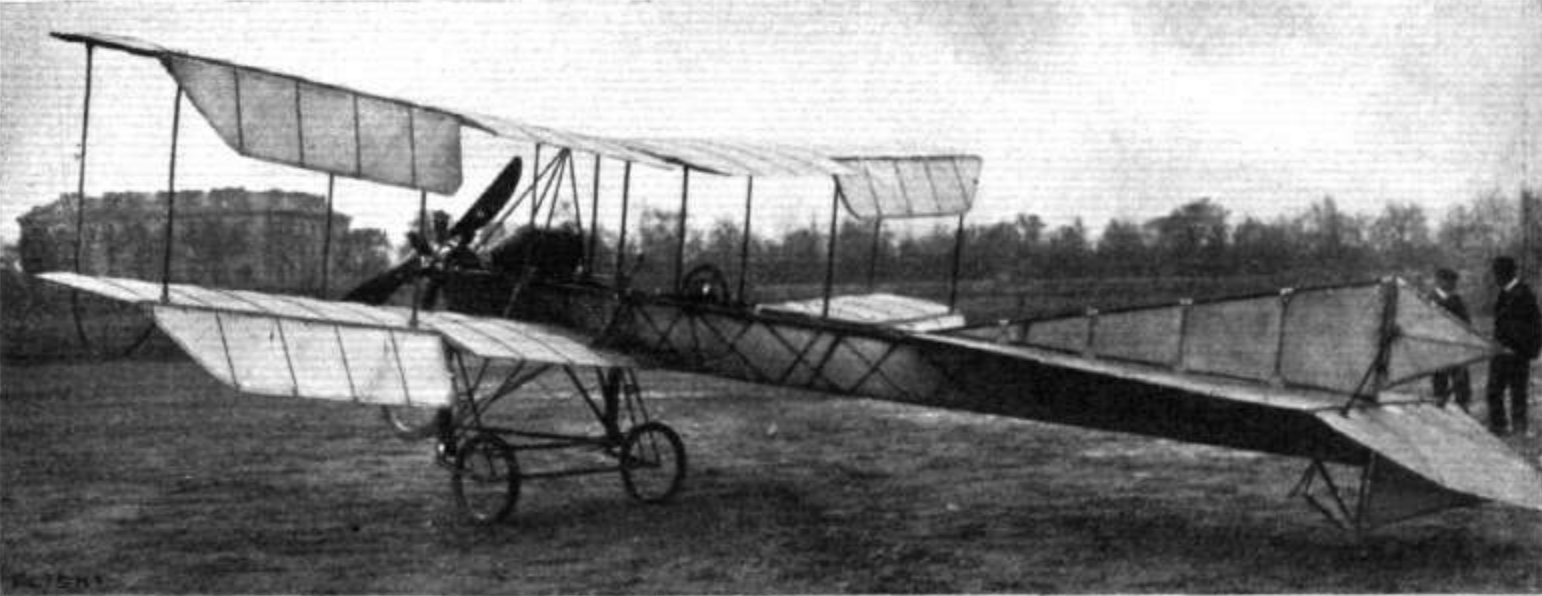
„Dufaux 4“

Am 28. August 1910 flog der Schweizer Armand Dufaux mit seiner Dufaux 4 von Noville/St. Gingolph rund 66 Kilometer über den Genfersee nach Genf und gewann damit einen von Perrot Duval 1909 ausgeschriebenen Preis.

### Henri Marie Coandă
Der rumänische Physiker Henri Coandă baute mit der Coanda-1 das erste Flugzeug mit Strahltriebwerk (genauer: Thermojet). Beim ersten Testflug mit seinem Strahlflugzeug, am 10. Dezember 1910, entdeckte er den nach ihm benannten Coandă-Effekt. Er beobachtete während der Landung des Flugzeugs, wie sich die Gase und die Flammen aus dem Triebwerk am Rumpf des Flugzeugs entlang anlegten. Dabei geriet das Flugzeug in Brand und wurde vollständig zerstört.
1911 baute Coandă ein zweimotoriges Flugzeug mit nur einem Propeller. Dabei waren zwei Gnome-Siebenzylinder-Sternmotoren parallel zum Rumpf angebracht und wirkten auf einen Vierblatt-Propeller aus Holz.
Von 1911 bis 1914 war er technischer Direktor der Bristol Aeroplane Company, anschließend bis 1916 bei Delaunay-Belleville, wo er einige Flugzeuge konstruierte.
1935 baute er auf Basis des Coandă-Effektes ein Fluggerät in Form einer Fliegenden Untertasse, die er als Aerodina Lenticulara bezeichnete. Dieses Konzept wurde später in Kanada von Avro Canada unter der Bezeichnung VZ-9AV Avrocar weiterentwickelt.

### Segelflug
Irgendwann zwischen 1909 und 1911 begann der sportliche Segelflug. Im Jahr 1910 wird über erste Flüge mit Hängegleitern durch Ingenieurstudenten berichtet. 1911 gab es die Flüge mit Gleitern auf der Wasserkuppe. Der Luftsport war geboren.

### Wasserflugzeuge
Am 28. März 1910 gelingt dem französischen Ingenieur Henri Fabre mit dem von ihm konstruierten Canard Hydravion der erste Flug mit einem Wasserflugzeug.

### Monocoque
Die erste nachgewiesene Anwendung der Monocoque-Bauweise wurde 1911 auf der Olympia-Aero-Show mit einer von Handley-Page entworfenen Maschine präsentiert. Die Rumpfschale der Type D (rückwirkend 1924 als H.P.4 bezeichnet) bestand vornehmlich aus Mahagoni-Holz. Eine weitere frühe Anwendung der Schalenbauweise im Luftfahrzeugbau war die von Louis Béchereau entwickelte Deperdussin Monocoque Racer aus dem Jahr 1912. Die Rümpfe anderer zeitgenössischer Flugzeuge bestanden dagegen aus einer mit lackiertem Stoff überzogenen Fachwerkstruktur. Neu war auch die „DEP“-Steuerung, bei der auf dem Steuerknüppel für die Nickbewegung ein Steuerrad für die Rollbewegung saß, ein Prinzip, das heute noch vielfach Verwendung findet. Als Triebwerk besaß das Flugzeug einen speziellen Flugzeugmotor, den Gnôme-Umlaufmotor. Die Deperdussin Monocoques waren die schnellsten Flugzeuge ihrer Zeit.
Ein wesentlicher technischer Durchbruch gelingt kurz vor dem Ersten Weltkrieg dem ukrainischen Konstrukteur und Piloten Igor Iwanowitsch Sikorski, der später eher als Hersteller von Flugbooten und Konstrukteur von Hubschraubern in den USA bekannt wird. 1913 bis 1914 beweist er mit den ersten von ihm konstruierten „Großflugzeugen“, dem zweimotorigen Grand Baltiski, dem viermotorigen Le Grande und dessen Nachfolger, dem viermotorigen Ilja Muromez, dass solche großen Flugzeuge sicher und stabil fliegen können, selbst wenn ein oder zwei Motoren abgestellt sind oder ausfallen. Diese Flugzeuge waren ursprünglich als komfortable Passagierflugzeuge konstruiert und begründen diese Ära. Später werden die Ilja Muromez auch als Bomber eingesetzt.

### Der erste Postflug
Der erste amtlich genehmigte Postflug in Deutschland fand am 12. Juni 1912 statt. Damit beginnt die Geschichte der deutschen Luftpost, die für die weitere Entwicklung der Luftfahrt von hoher Bedeutung war.

## Erster Weltkrieg

### Die ersten Jagdflugzeuge und Bomber
Otto Lilienthal schrieb 1894 in einem Brief an den von ihm geschätzten Sozialethiker Moritz von Egidy: „Die gegenseitige Absperrung der Länder, der Zollzwang und die Verkehrserschwerung ist nur dadurch möglich, dass wir nicht frei wie der Vogel auch das Luftreich beherrschen…Die Grenzen der Länder würden ihre Bedeutung verlieren, weil sie sich nicht mehr absperren lassen…“ Rund 20 Jahre später, im Ersten Weltkrieg, wurde klar, dass sich Fluggeräte auch als Waffen verwenden lassen. Zuerst wurden Flugzeuge zur Luftaufklärung – bald auch mit leistungsfähigen Kameras (siehe hier und Luftkrieg) – eingesetzt. Piloten gegnerischer Beobachtungsflugzeuge beschossen sich zunächst mit Pistolen; Militärs erkannten bald den Wert von Luftüberlegenheit. Technische Fortschritte (wachsende Fluggeschwindigkeit, Zuladung, Reichweite u. a.) ermöglichten es, das Flugzeug als Bomber und/oder als „fliegendes Maschinengewehr“ zu verwenden; einige Grundlagen des Luftkrieges wurden entwickelt.
Zunächst wurde der Beobachter mit einem Maschinengewehr ausgerüstet. Später wurden Bordmaschinengewehre mit dem Flugzeugantrieb mit Hilfe eines Unterbrechergetriebes synchronisiert, damit man mit der Waffe durch den eigenen Propellerkreis auf den Gegner schießen konnte. Damit waren brauchbare Jagdflugzeuge erfunden. Aus den Flugzeugen wurden Granaten, Flechettes und später erste spezielle Spreng- und Brandbomben abgeworfen; zunächst auf feindliche Linien und später auch auf Infrastruktur des Feindes (Fabriken, Städte, Brücken usw.). Zu dieser Zeit entwickelte sich bei beiden Kriegsparteien eine Doktrin, die später z. B. als Area Bombing Directive den Luftkrieg der RAF im Zweiten Weltkrieg prägte (beispielhaft ein Zitat des Kriegsrats der Alliierten in Versailles im Herbst 1918):
„Das beste Mittel ist, die industriellen Zentren zu bombardieren, wo man:
a) militärische und vitale Schäden durch Zerstörung der Versorgungszentren für Kriegsmaterial erreicht und
b) den maximalen Effekt auf die Moral durch Zerstörung des empfindlichsten Teils der Bevölkerung, nämlich der Arbeiterklasse erreicht.“
Während des Ersten Weltkrieges wurde eine Flugzeugindustrie aus dem Boden gestampft, erste Flugplätze entstanden, die Technik des Flugfunks wurde entwickelt, Flugzeugmotoren wurden immer leistungsfähiger. Viele der im Luftkampf angewendeten Flugfiguren wurden später Standardfiguren des Kunstflugs wie Immelmann oder Looping.

### Gefesselte Beobachtungsplattformen
In Österreich-Ungarn entwickelten Stephan von Petročzy, Theodore von Kármán und Wilhelm Zurovec die gefesselten Beobachtungsplattformen PKZ-1 und PKZ-2; diese Maschinen waren an drei Seilen geführte Hubschrauber. Der PKZ-2 erreichte bei Versuchsflügen eine Flughöhe von 50 m, wurde aber wohl nie bemannt eingesetzt.

### Ganzmetallflugzeuge
1915 erprobte Hugo Junkers das erste Ganzmetallflugzeug der Welt, die Junkers J 1. Junkers baute 1919 auch das erste Ganzmetall-Verkehrsflugzeug der Welt, die Junkers F 13, deren Konstruktionsprinzipien richtungweisend für folgende Flugzeuggenerationen wurden.

### Erfindung des Fallschirms
Die Deutsche Käthe Paulus entwickelte die Packhülle für den Fallschirm. Am 1. März 1912 sprang der Amerikaner Albert Berry das erste Mal von einem Flugzeug mit einem Fallschirm ab. Der Versuch gelang. Damit stand für Flugzeugbesatzungen ein Rettungsgerät zur Verfügung. Otto Heinecke erfand den Fallschirm mit Zwangsauslösung, ein Fallschirm, der durch eine Aufziehleine ausgelöst wurde. Während des Ersten Weltkriegs war der Fallschirm als Rettungsgerät für deutsche Flugzeugbesatzungen weit verbreitet. Die Entente-Mächte versorgten – laut einem Buch von 1917 – ihre Flugzeugbesatzungen damals nicht mit Fallschirmen, um zu verhindern, dass beschädigte Flugzeuge vorzeitig aufgegeben wurden.

### Der erste Flugzeugträger
Mit dem HMS Campania wurde 1916 der erste Flugzeugträger gebaut. Die ersten Flugzeuge darauf waren die Fairey Campania und die Sopwith Pup. 1915 gelang der Short 184 die erste Versenkung eines Schiffs („Torpedobomber“).

## Zwischenkriegszeit
Während des Ersten Weltkrieges war die Flugzeugproduktion stark angekurbelt worden. Danach mussten die Flugzeughersteller ums Überleben kämpfen, da weniger Militärflugzeuge bestellt wurden. Gerade in Europa gingen viele der ehemaligen Flugzeughersteller in Konkurs, weil es ihnen nicht gelang, ihre Produktion auf zivile Güter umzustellen. In den USA waren Kampfflugzeuge billig zu kaufen. Ehemalige Militärpiloten mussten sich eine neue Beschäftigung suchen.
In der Zwischenkriegszeit entstand besonders im Deutschen Reich der Weimarer Republik, wo durch den Versailler Vertrag der Wiederaufbau von Luftstreitkräften verboten und  die Motorisierung ziviler Flugzeuge nach einem halbjährigen Herstellungs- und Importstopp stark eingeschränkt war, eine rege Segelflugbewegung. War der Segelflug vor dem Ersten Weltkrieg nur vereinzelt betrieben worden, wurde er jetzt systematisch als eigene Richtung innerhalb des Flugsports gefördert (Rhön-Rossitten-Gesellschaft). Innerhalb von wenigen Jahren steigerten sich die Leistungen rasant: War beim ersten Rhön-Segelflugwettbewerb 1920 auf der Wasserkuppe noch ein 1,83 km weiter und 2 Minuten und 28 Sekunden langer Flug mit dem Schwatzen Düvel ein Rekord, so flog Robert Kronfeld 1929 mit seinem Segelflugzeug Wien bereits 102,2 km. Zu den ältesten Luftsportvereinen zählt weiter der 1921 gegründete Hannoversche Aero-Club.

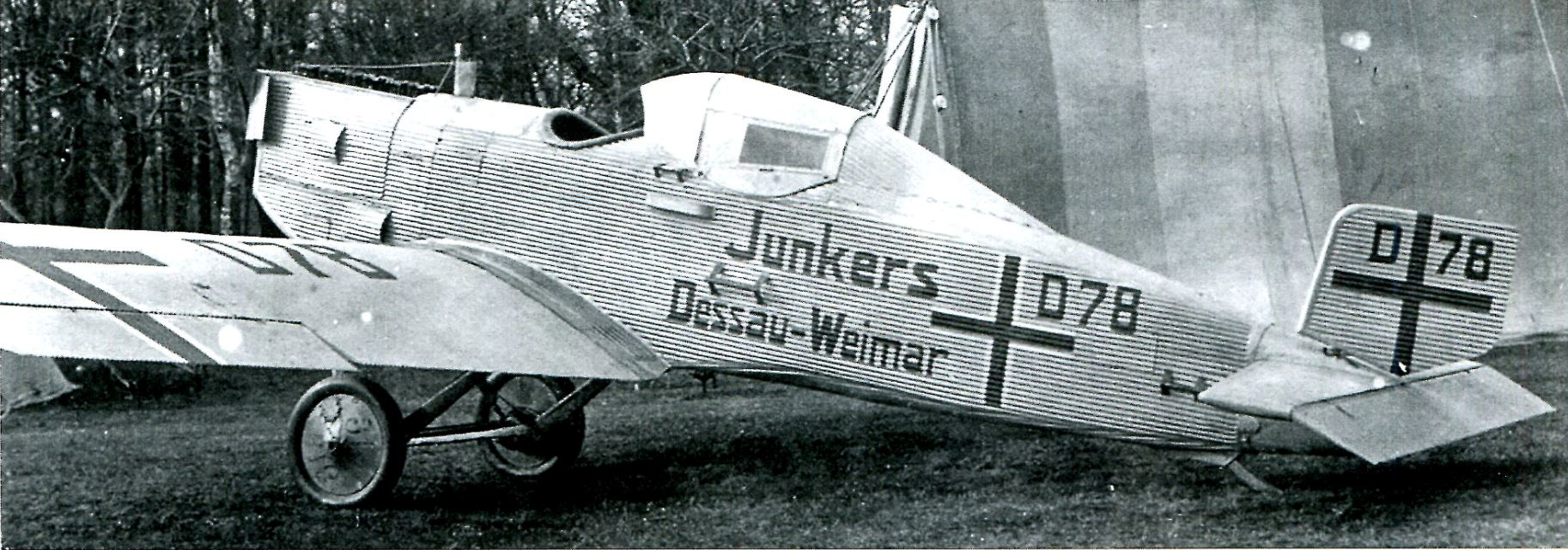
Militärische Junkers Junkers CL.I mit Kabinenaufsatz – zivil genutzt durch die Junkers Luftverkehrs AG auf der Strecke Dessau-Weimar (um 1920)
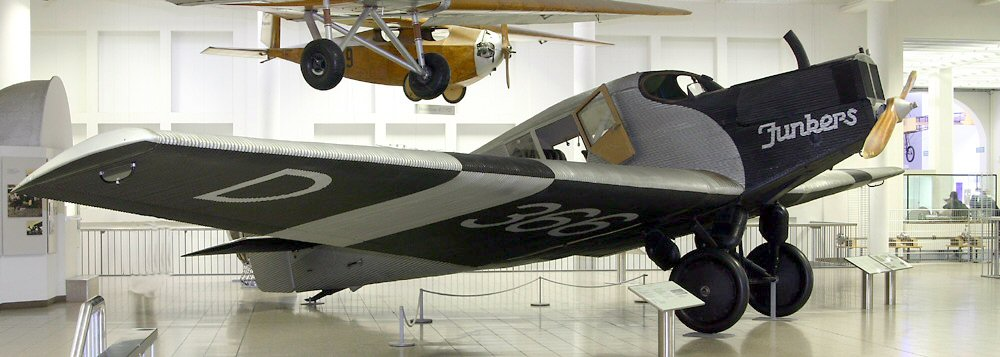
Das erste für eine zivile Nutzung entwickelte Flugzeug, die Junkers F 13
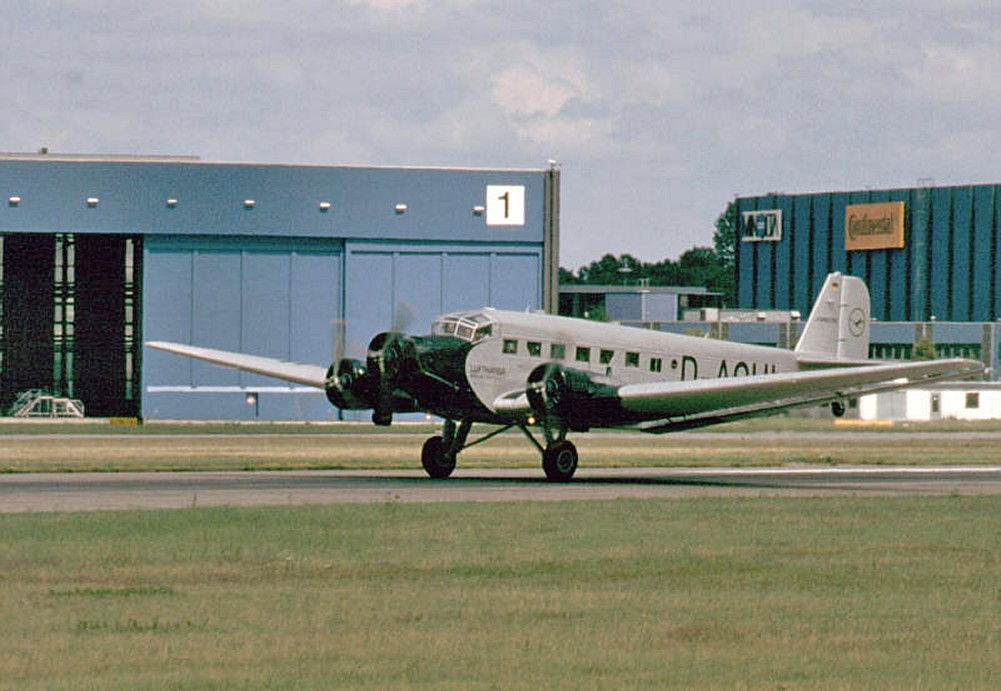
Junkers Ju 52/3m
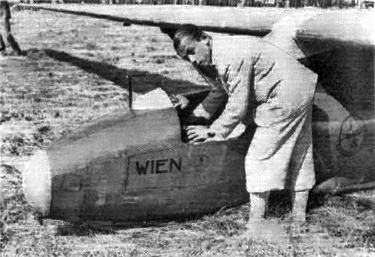
Flugpionier Robert Kronfeld mit seiner Wien

Erste zivile Linienflüge wurden eingerichtet, wie der erste zivile Linienflug der Welt mit Flugzeugen am 5. Februar 1919 durch die Deutsche Luftreederei zwischen dem Flugplatz Weimar und dem Flugplatz Johannisthal in Berlin während der Weimarer Nationalversammlung. Sowohl in den USA als auch in Europa kam es zu vielen neuen zivilen Diensten und Luftfahrtgesellschaften, wie zum Beispiel der Deutsche Luft Hansa 1926. Die bekanntesten Passagierflugzeuge dieser Zeit waren die Junkers F 13, die Junkers G 38, die Dornier Wal, die Handley Page H.P.42 und die Junkers Ju 52/3m.
Das NS-Regime begann bald nach der Machtübernahme eine systematische Aufrüstung. 1936 lagen die Aufwendungen im Bereich der zivilen Luftfahrt bei 1,5 Milliarden Reichsmark (RM). Die Aufwendungen für die militärische Luftfahrt werden mit 23,5 Milliarden RM beziffert, so dass die Aufwendungen für die zivile Luftfahrt nur 6 % betrugen (siehe Aufrüstung der Luftwaffe). Im planmäßigen Luftverkehr wurden weltweit etwa 700 Flugzeuge eingesetzt; daneben gab es 18.000 Militärflugzeuge.
Die Luftpost mit Flugzeugen, die schon während des Ersten Weltkriegs entstand, wurde wesentlich ausgebaut und international betrieben. Die erste regelmäßige Luftpostverbindung wurde am 1. April 1918 zwischen Wien und Kiew aufgenommen, im Juli 1918 folgte die Strecke Wien–Budapest. Die Luftwerbung wurde Mode, das sogenannte Himmelsschreiben wurde 1922 vom britischen Major Jack Savage vorgeführt und in den USA von einer wachsenden Werbebranche begeistert aufgenommen. Wanderschauflieger tingelten in den USA mit ihren Kunstflugvorführungen von Rummelplatz zu Rummelplatz. Die ersten Flugzeuge wurden als Agrarflugzeuge zur Schädlingsbekämpfung genutzt. Die Luftbildfotografie wurde für Vermessungszwecke eingesetzt. „Flieger-Asse“ des Ersten Weltkriegs wie Ernst Udet stellten als Stuntmen für die Filmindustrie Hollywoods Luftkämpfe nach.

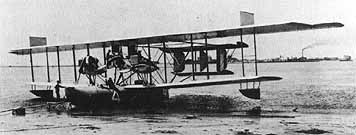
Curtiss NC-4

Als große Herausforderung nach dem Krieg galten Langstreckenflüge, vor allem die Atlantiküberquerung. Eines von drei in Neufundland gestarteten Curtiss-Flugbooten der US Navy, die Curtiss NC-4, landete am 27. Mai 1919 nach 11 Tagen in Lissabon und Lieutenant-Commander Albert Cushing Read funkte nach Hause: „Wir sind heil auf der anderen Seite des Teichs. Die Arbeit ist getan.“ Die anderen Besatzungsmitglieder des Flugbootes waren Walter Hinton und Elmer F. Stone als Piloten, James L. Breese und Eugene S. Rhoads als Flugingenieure und Herbert C. Rodd als Funker. Das Flugboot hatte zwecks Reparatur auf den Azoren zwischenlanden müssen; es wurde nach einem Besuch in Großbritannien per Schiff in die USA zurückgebracht.

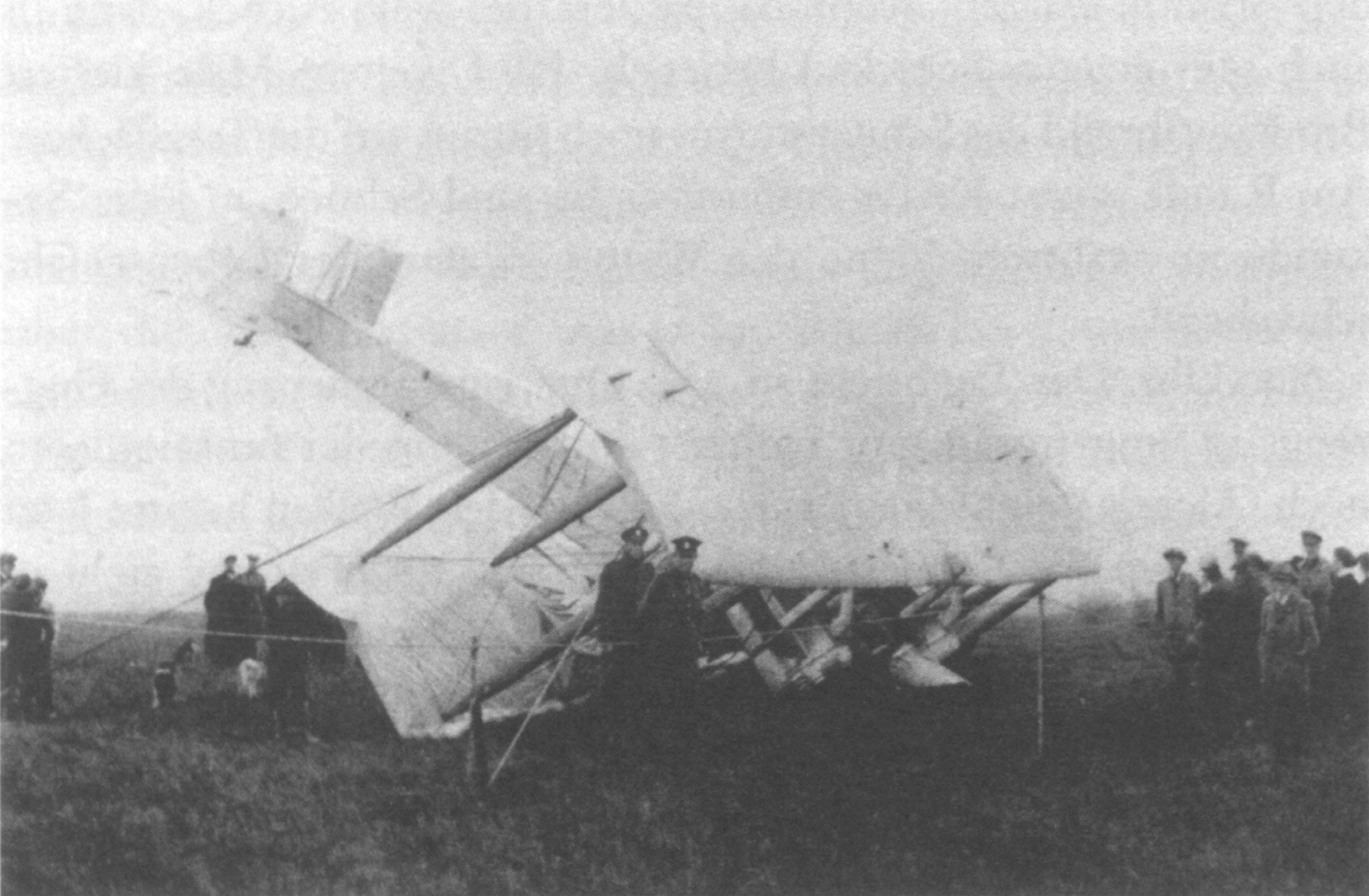
Die Vickers Vimy von Alcock und Brown nach der Bruchlandung bei Clifden

In der Zeit vom 14. bis 15. Juni 1919 gelang den britischen Piloten Captain John Alcock und Lieutenant Arthur Whitten Brown der erste Nonstop-Flug über den Atlantik. Ihr Flugzeug war ein zweimotoriger modifizierter Bomber Typ Vickers Vimy IV mit offenem Cockpit. Die Flieger gerieten in Gewitter, Hagel und Schnee. Gestartet waren sie von Lester’s Field, Neufundland; sie landeten in einem Torfmoor nahe Clifden in Connemara, Irland. Bei der Landung kippte das Flugzeug auf die Nase und wurde beschädigt. John Alcock sagte nach der Landung geistreich: Yesterday I was in America, and I am the first man in Europe to say that. („Gestern war ich in Amerika, und ich bin der Erste, der das in Europa sagen kann!“) Die erste Flugzeugbetankung in der Luft mit einem Schlauch gelang den US-Piloten Lowell H.Smith und J.P.Richter 1923.
Charles Lindbergh gelang zwischen 20. und 21. Mai 1927 mit seinem Flugzeug „Ryan NYP“ Spirit of St. Louis der erste Nonstop-Alleinflug von New York nach Paris über den Atlantik. Er gewann damit den seit 1919 ausgelobten Orteig Prize. Dieser Überflug brachte der US-amerikanischen Flugzeugindustrie und den US-amerikanischen Fluggesellschaften einen deutlichen Aufschwung. Eine von Guggenheim finanzierte Reise Lindberghs durch alle US-Bundesstaaten führte im ganzen Land zum Bau von Flugplätzen.
Am 12. April 1928 glückte die Atlantik-Überquerung von Ost (Baldonnel in Irland) nach West (Greenly Island – Neufundland) durch Hermann Köhl, James Fitzmaurice und Ehrenfried Günther Freiherr von Hünefeld mit einer modifizierten Junkers W 33 („Bremen“).
Eine regelmäßige durchgehende Flugverbindung von Europa nach Japan konnte erst durch die Schließung der Luftverkehrslücke zwischen China und Japan im Jahre Mai 1936 angeboten werden. Die Flugzeit für einen Flug von Berlin nach Tokio über Athen, Hanoi und Hongkong betrug insgesamt zehn Tage.
Ab Ende der 1920er Jahre begann das Zeitalter der großen Flugboote, deren bekannteste Vertreter die Dornier Do X und Boeing 314 waren. Haupteinsatzbereich waren weite Transatlantik- und Pazifikflüge. Mit der Flugbootkombination Short Mayo Composite war ab 1937 in England für Transatlantik-Flüge experimentiert worden. Der Sinn der Short-Mayo-Kombination war, mit einem leicht betankten Flugboot, in diesem Fall einer Short S. 21, ein schwerbeladenes Wasserflugzeug (eine Short S. 20) auf Flughöhe zu tragen und dort auszuklinken. Diese Kombination sollte das Verhältnis zwischen Leistung, Nutzlast und Treibstoff optimieren.
Als Pionier im Katapultflugzeugbau gilt Ernst Heinkel, der 1925 eine Abflugbahn (noch kein Katapult) mit Flugzeug auf das japanische Schlachtschiff Nagato aufsetzte und es persönlich in Dienst nahm. Auf wenigen großen Passagierschiffen, wie der Bremen, wurden mit dem Aufkommen der Katapulttechnik Katapultflugzeuge eingesetzt, die mittels eines Dampfkatapults gestartet wurden. Die Flugzeuge dienten meist zur schnellen Postbeförderung, wie die Heinkel HE 12 und die Junkers Ju 46. Im militärischen Bereich wurden Katapultflugzeuge hauptsächlich für die Luftaufklärung eingesetzt. Kleine Maschinen wie die Arado Ar 196 wurden von großen Kriegsschiffen aus eingesetzt und große Katapultflugzeuge, wie die Dornier Do 26, wurden in den 1930er-Jahren von der Lufthansa für den Transatlantik-Luftpostverkehr von Flugstützpunktschiffen aus eingesetzt und im Zweiten Weltkrieg als Transportflugzeuge und Seefernaufklärer.
1937 begann die Luftwaffe mit dem Bau von Höhenflugzeugen; diese waren mit Druckkabinen ausgestattet und erreichten Höhen zwischen 12.000 und 15.000 m. Die bekanntesten Vertreter waren die Junkers EF 61, später die Henschel Hs 130 und die Junkers Ju 388. Sie dienten als Höhenaufklärer bzw. Höhenbomber, allerdings wurden sie nur in wenigen Exemplaren gebaut. Als erstes Passagierflugzeug mit einer Druckkabine ermöglichte die Boeing 307 Stratoliner einen Flug über dem Wetter und damit eine wesentliche Komfortsteigerung für die Passagiere.
Eine entscheidende physikalische Beschränkung von Starrflügelflugzeugen ist, dass bei niedrigen Geschwindigkeiten an den Tragflügeln die Strömung abreißt; mögliche Folgen sind Trudeln und Absturz. Ein solcher Unfall eines von ihm konstruierten großen dreimotorigen Bombenflugzeugs brachte den spanischen Flugzeugkonstrukteur Juan de la Cierva dazu, den Tragschrauber zu entwickeln. 1922 entwickelte er den Gelenkrotorkopf: Die Rotorblätter sind über Schlaggelenke am Rotorkopf befestigt, als Folge davon wird der Auftriebsunterschied zwischen vorlaufendem und rücklaufendem Rotorblatt ausgeglichen. Ab 1927 verwendete de la Cierva außer den Schlaggelenken auch noch Schwenkgelenke und Schwenkdämpfer und konstruierte so die bis heute vielfach übliche Montierung der Rotorblätter am Rotorkopf für Drehflügelflugzeuge. Mit seinem Tragschrauber C.8L überquerte de la Cierva am 18. September 1928 den Ärmelkanal. Abgesehen von dem halbstarren Blattanschluss von Bell, verwendeten die meisten Konstrukteure von Drehflügelflugzeugen das Prinzip des Rotorblattanschlusses von de la Cierva. Erst moderne Verbundwerkstoffe für Rotorblätter ermöglichten gelenklose Blattanschlüsse; die Schlag- und Schwenkbewegungen erfolgen nun durch Verformungen des elastischeren Rotorblatts (z. B. ab 1970 bei Bo 105).
In den frühen 1930er Jahren bauten Louis Bréguet und René Dorand mit dem Gyroplane-Laboratoire den wohl ersten nutzbaren Hubschrauber, der über längere Zeit stabil flog. Er hielt alle internationalen Rekorde für Hubschrauber, bis im Juni 1937 der Focke-Wulf Fw 61 die Spitzenposition übernahm. Beide Modelle waren Prototypen und blieben Unikate.
Die Zwischenkriegszeit war auch die Zeit, in der die wesentlichen Instrumente für den Flug ohne Sicht entwickelt wurden. Bereits 1914 hatte der Amerikaner Lawrence Sperry mit seinem französischen Mechaniker Emil Cachin einen kreiselstabilisierten Doppeldecker bei einer Flugschau in Frankreich demonstriert. Diese Kreiselstabilisierung war die Urform aller Autopiloten. Ausgedehnte Bedeutung gewann der Autopilot aber erst in den 1930er Jahren. Elmer Ambrose Sperry, der Vater von Lawrence Sperry, hatte den künstlichen Horizont entwickelt (andere Quellen nennen Lawrence selbst als Erfinder dieses Geräts, Vater und Sohn standen seit 1918 im Wettbewerb). Der erste Instrumentenflug wird James Doolittle im Jahr 1929 zugeschrieben. Er benutzte in seiner Consolidated NY-2 einen präzisen Höhenmesser, Elmer Sperrys künstlichen Horizont und einen Kreiselkompass. Er wurde über Sprechfunk von einem Beobachter am Boden geführt und richtete sich an einem Funkleitstrahl aus. Alle wichtigen Instrumente für den Blindflug auf Basis des Kreisels waren damit um 1930 eingeführt.
Gegen Ende der 1930er Jahre war eine automatische pneumatische oder hydraulische Kurssteuerung bei größeren Flugzeugen üblich. Für den Piloten ist dieser Fortschritt wohl nur mit der Einführung der „Fly-by-wire“-Steuerung in der heutigen Zeit zu vergleichen; es bedeutete für ihn, sich statt auf das eigene Gefühl auf technische Instrumente zu verlassen. Entsprechend kritisch wurde die Einführung dieser Kurssteuerung aufgenommen. Die Instrumente ermöglichten andererseits aber auch die Ausweitung der Fliegerei auf Bedingungen, unter denen der Sichtflug nie möglich gewesen wäre, in Bezug auf Flughöhe und Flug bei Nacht und ungünstigem Wetter.
Die Funknavigation beruhte damals im Wesentlichen noch auf dem Anpeilen von Rundfunksendern oder Funkbaken mit einer Rahmenantenne. Obwohl das erste Drehfunkfeuer bereits 1908 von Telefunken unter dem Namen Telefunken-Kompass-Sender entwickelt worden war, hatten diese Systeme damals nur für die Luftschifffahrt Bedeutung. Solche Drehfunkfeuer befanden sich damals in Cleve und Tondern (Tønder).
Das erste Verkehrsflugzeug mit einziehbarem Fahrwerk wurde 1931 in den USA fertig gestellt.
Erstmals flog im Sommer 1933 ein einmotoriger freitragender von Andrej Tupolew konstruierter Tiefdecker ANT-25 mit einer theoretischen Flugweite von 15.000 km. Die Berliner C. Lorenz AG entwickelte ab 1933 das ZZ-Verfahren entscheidend weiter, ein bodengestütztes Schlechtwetter-Landeverfahren, das 1931 zugelassen und erstmals im Nachtflug-Liniendienst zwischen Königsberg und Berlin erfolgreich eingesetzt wurde. Der Ingenieur Ernst Ludwig Kramar konstruierte auf Basis eines von Otto Scheller bereits 1907 formulierten und patentierten Prinzips die sogenannte Lorenzbake oder offiziell das Ultrakurzwellen-Landefunkfeuer (LFF) als erstes Leitstrahlsystem mit einer Reichweite von etwa 30 km; die Auswertung erfolgte zuerst akustisch und später durch Anzeigeinstrumente. Im Zweiten Weltkrieg wurden diese Systeme für größere Reichweiten weiterentwickelt und in umgekehrter Flugrichtung eingesetzt. Statt zur Landung auf einen Flughafen zu, führte der Leitstrahl Bomber mit hoher Genauigkeit vom Flughafen weg zu ihrem Einsatzziel (X-Verfahren und Knickebein-Gerät).
Am 20. Juni 1939 startete mit der Heinkel He 176 das erste Versuchsflugzeug mit regelbarem Flüssigkeitsraketenantrieb. Sein Walter R 1-203 Triebwerk war von Hellmuth Walter entwickelt worden. Dieses Flugzeug besaß auch als erstes als Rettungsmittel eine abtrennbare Cockpitkapsel mit Bremsschirm. Der Pilot musste sich im Notfall dann allerdings von der Kapsel befreien und mit dem Fallschirm abspringen. Das Flugzeug erreichte eine maximale Geschwindigkeit von ca. 750 km/h.

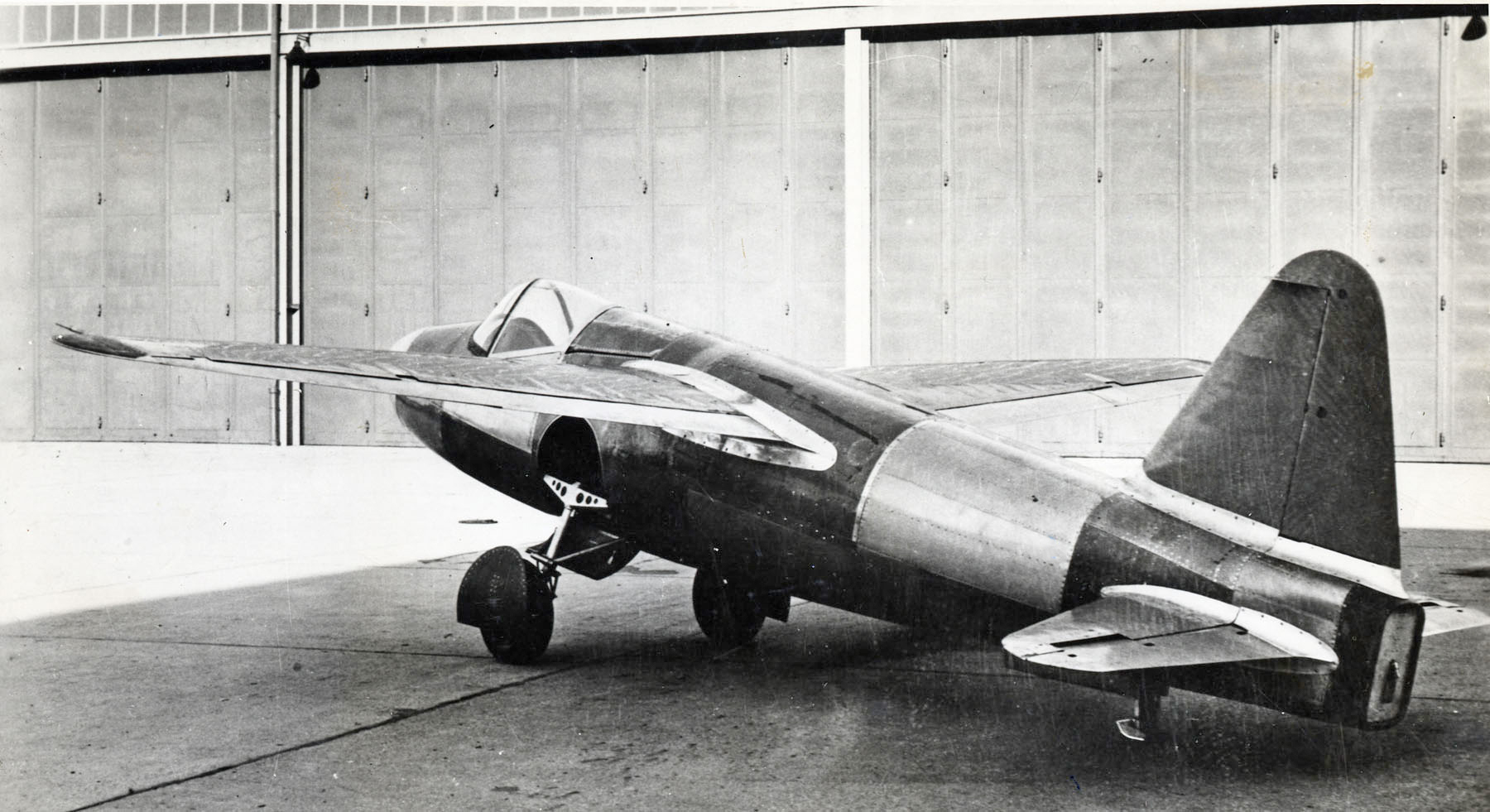
Heinkel He 178

Die Heinkel He 178 war das erste Flugzeug der Welt, das ausschließlich von einem Turbinen-Luftstrahltriebwerk angetrieben wurde. Sein HeS 3 Triebwerk war von Hans von Ohain entwickelt worden. Der Erstflug wurde am 27. August 1939 in Rostock-Marienehe von Erich Warsitz durchgeführt.
Zeitlich parallel und unabhängig von Ohain entwickelte Frank Whittle in England ein Strahltriebwerk. Geld zum Bau eines Flugzeugs mit diesem Antrieb erhielt er aber erst nach Kriegsausbruch 1939. Sein Experimentalflugzeug Gloster E.28/39 startete 15. Mai 1941 zum Erstflug.

## Zweiter Weltkrieg

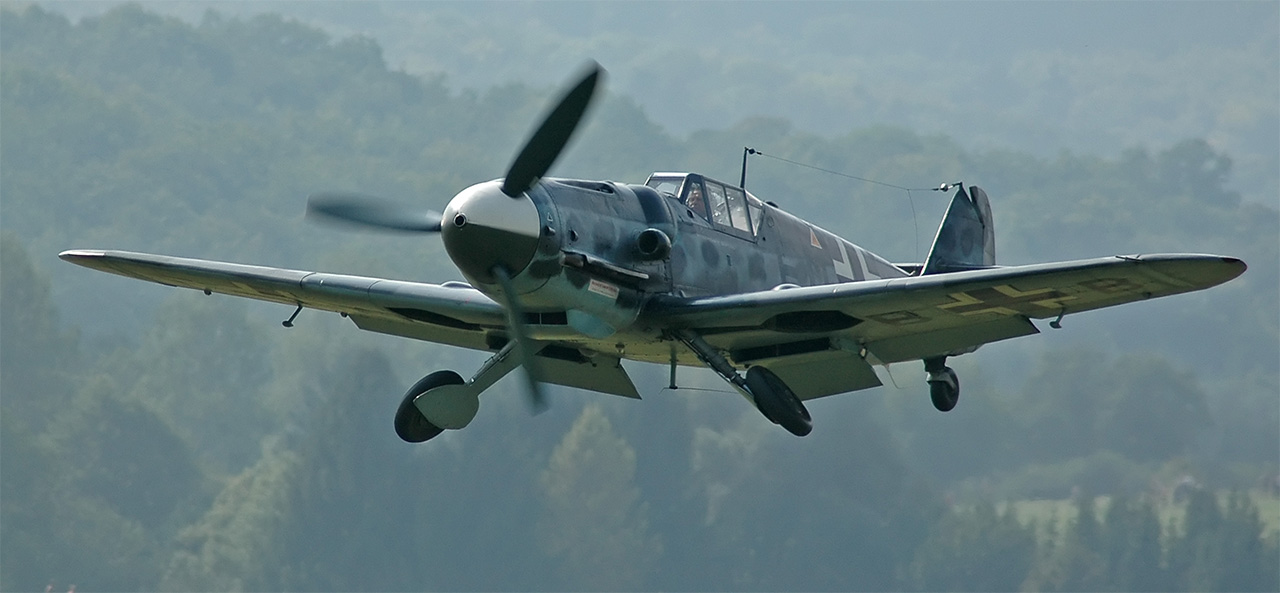
Messerschmitt Bf 109 (1935)
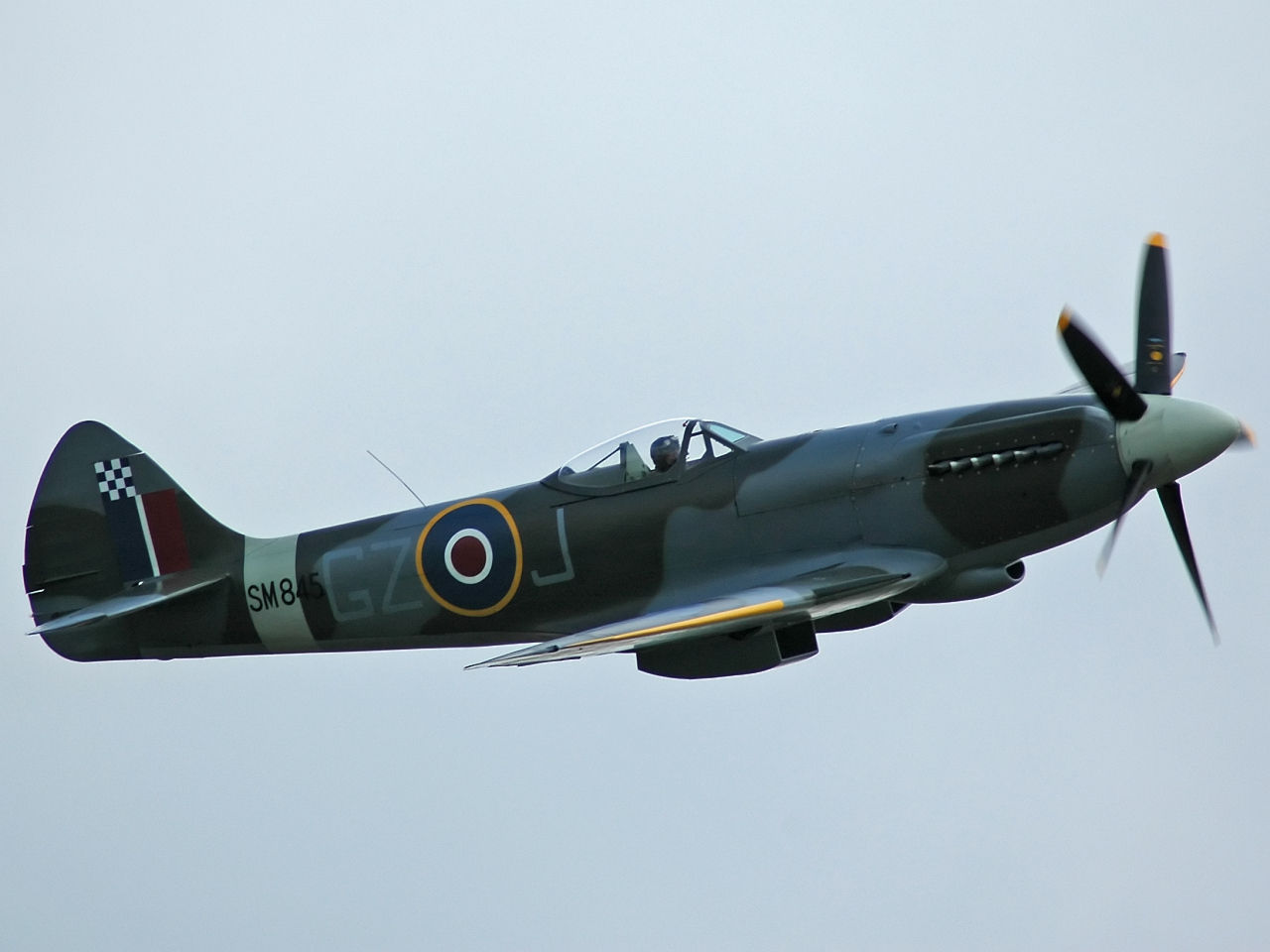
Supermarine Spitfire (1936)
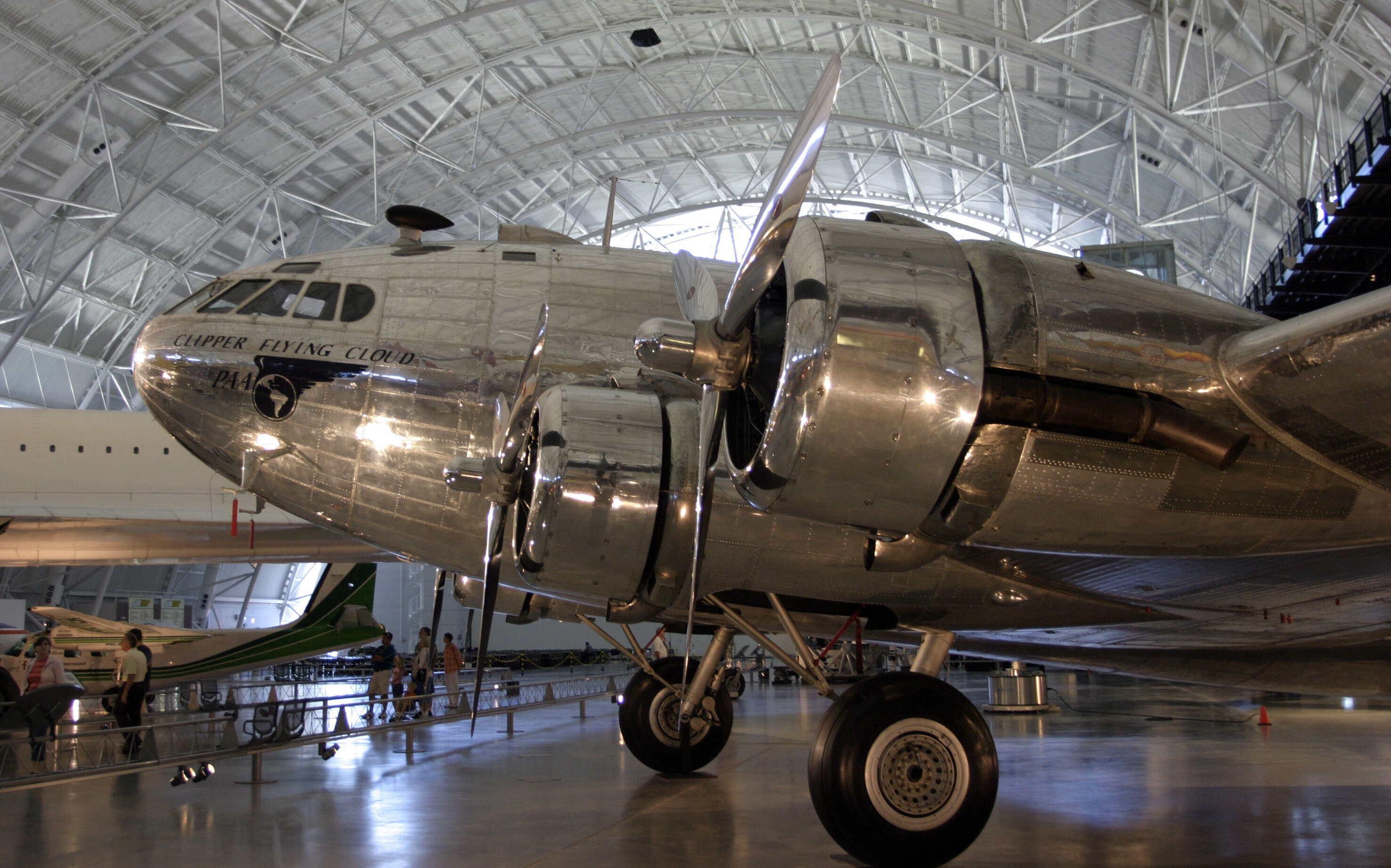
Boeing 307 mit Druckkabine (1938)
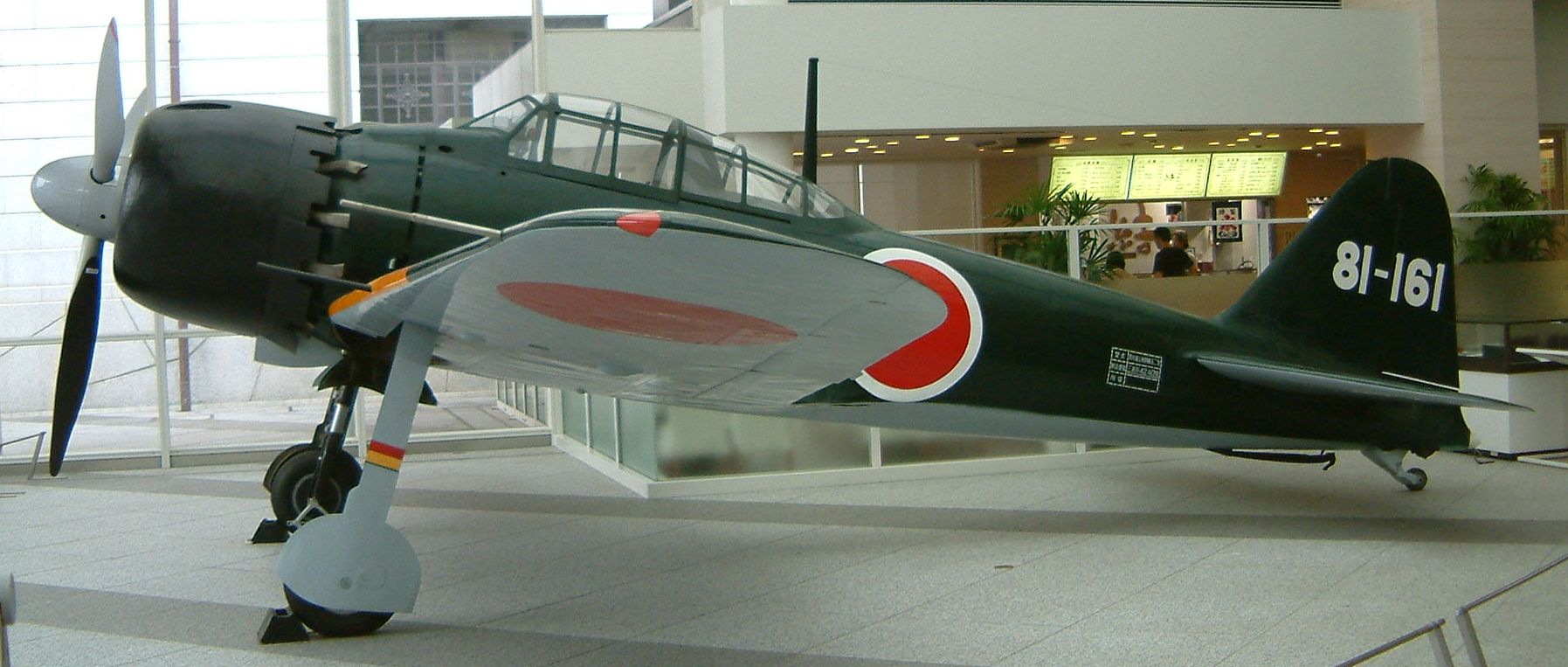
Mitsubishi A6M Zero (1939)
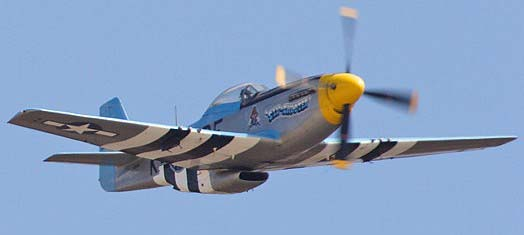
North American P-51 Mustang (1940)
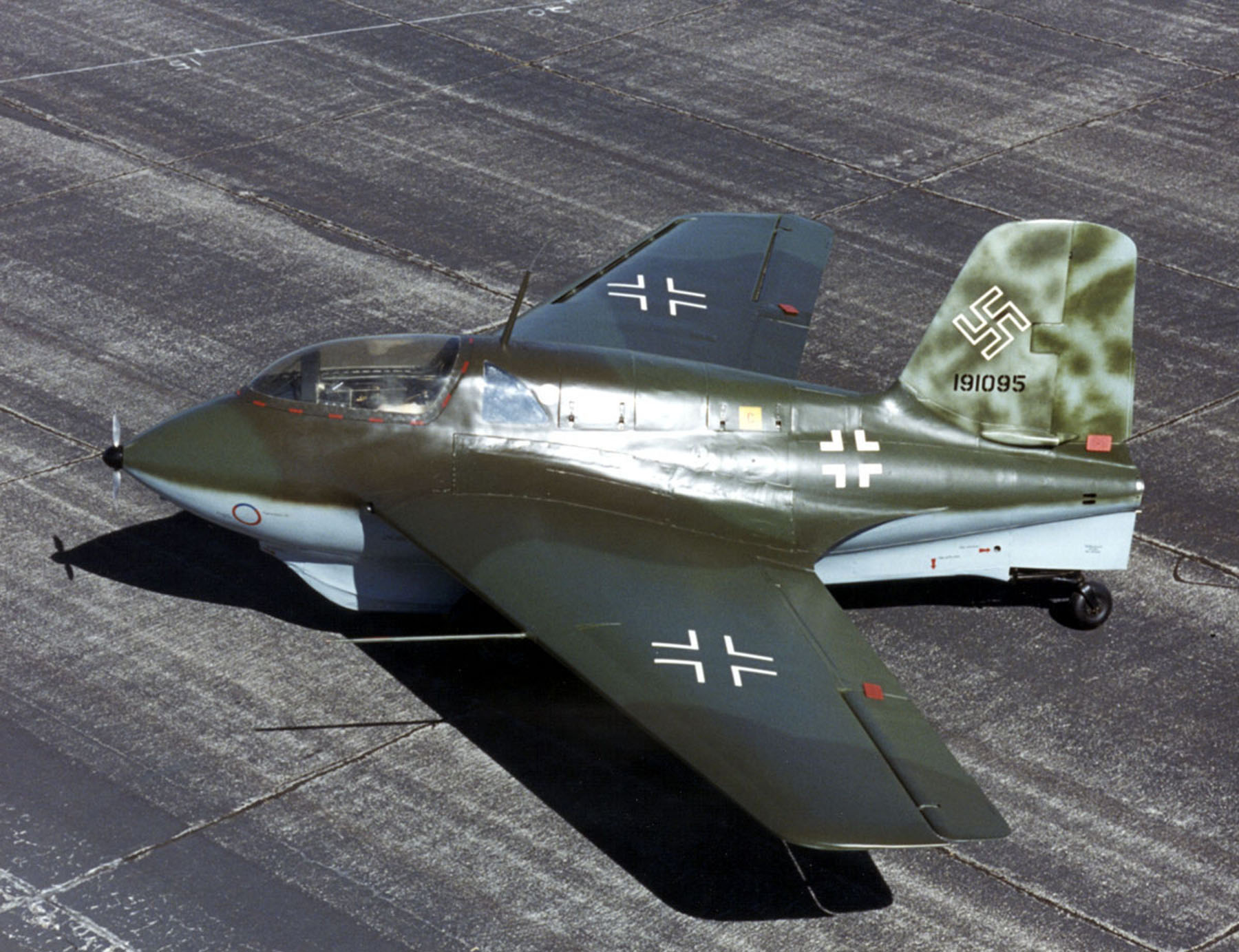
Messerschmitt Me 163 Komet (1941)
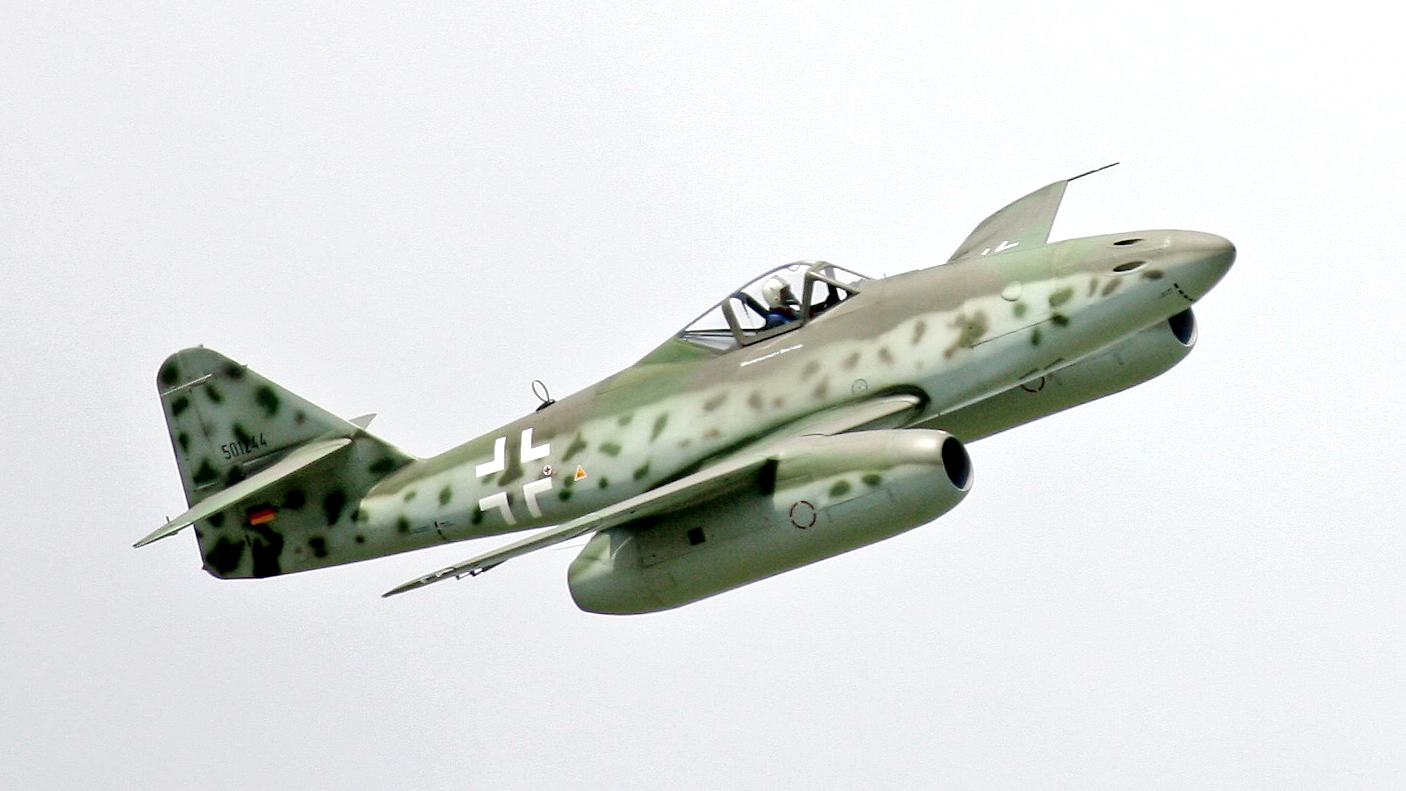
Messerschmitt Me 262 (1942)
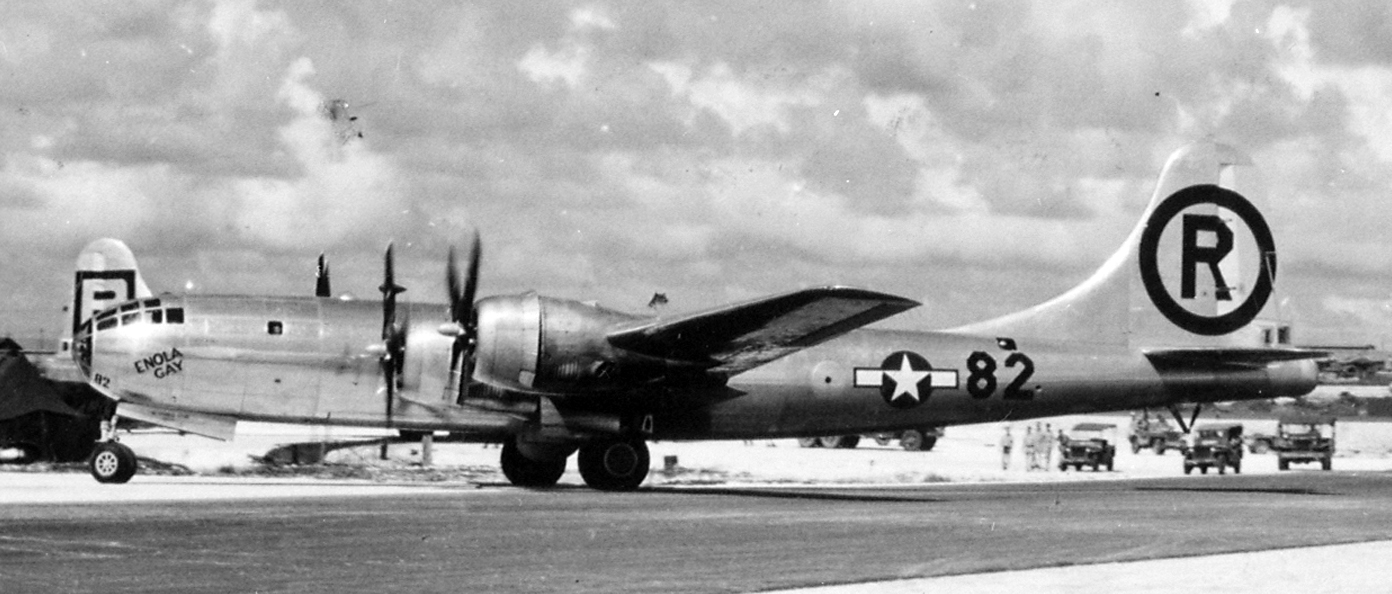
Boeing B-29 Superfortress „Enola Gay“ (1942)
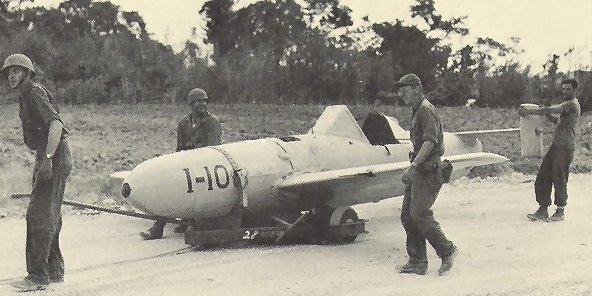
Yokosuka MXY-7 „Kamikazeflugzeug“ (1944)

Mit den militärischen Anforderungen im Zweiten Weltkrieg erlebte die Flugzeugentwicklung einen enormen Aufschwung. Insbesondere Deutschland unterlag dem Zwang, durch einen technischen Vorsprung den Mangel an Ressourcen wettzumachen. Technische Höhepunkte dieser Entwicklungen waren die Strahltriebwerke und die Serienproduktion von Strahlflugzeugen wie dem Raketenflugzeug Me 163, dem zweistrahligen Jagdflugzeug Me 262 und dem Strahlbomber Ar 234. Diese Flugzeuge litten jedoch unter anderem aufgrund des Mangels an wichtigen Rohstoffen unter einer sehr kurzen Lebensdauer der Triebwerke. Auf alliierter Seite kam bis Kriegsende als einziges Strahlflugzeug lediglich noch die britische Gloster Meteor zum Einsatz.
In diese Zeit fallen unter anderem auch die Entwicklungen der Radartechnologie, der ersten leistungsfähigen Hubschrauber, des Schleudersitzes sowie diverser Marschflugkörper und Raketen.

### Jagdflugzeug
Durch die Luftschlacht um England geriet das Jagdflugzeug zunächst in den Mittelpunkt. Die beiden herausstechenden Typen dieser Zeit waren die Messerschmitt Bf 109 und die Supermarine Spitfire, die durch Verbesserungen der Aerodynamik und auch der Leistungsfähigkeit der Motoren im Laufe ihrer Entwicklung wesentlich in ihrer Leistungsfähigkeit gesteigert wurden. Sie blieben den ganzen Krieg hindurch Kontrahenten. Beide Typen wurden nach dem Krieg noch in Drittländern weitergebaut.
Der Luftkrieg wurde teils in immer größeren Flughöhen geführt. Um die eingesetzten Bomberflotten wirksam schützen zu können, wurden Jagdflugzeuge mit großer Reichweite entwickelt, etwa die North American P-51 (siehe auch Jagdflugzeug#Zweiter Weltkrieg).

### Radar
Mit der Chain Home hatte das Vereinigte Königreich schon zu Beginn des Krieges ein wirkungsvolles System von Radarstationen zur Erkennung von einfliegenden Flugzeugen aufgebaut. Da Angriffe wegen der deutschen Luftverteidigung oft nachts geflogen werden mussten, hielt die Avionik in den Luftkrieg Einzug. Geräte zur Positionsbestimmung, wie das GEE-Verfahren, Radar zur Navigation und zur Nachtjagd und auch Funkgeräte wurden bei den Einsätzen verwendet.

### Pazifikkrieg
Die Streitkräfte des Japanischen Kaiserreiches errangen mit ihrer leichten und sehr wendigen Mitsubishi Zero Sen im Pazifik zunächst herausragende Erfolge. Spätere Entwicklungen der USA ermöglichten es, gegen den Gegner mit Erfolgsaussichten vorzugehen. Ende 1944 wurde im Pazifikkrieg die Lage Japans immer aussichtsloser. Die Japaner ersannen daraufhin Kamikaze-Flugzeuge, deren patriotische, nur zu diesem Einsatz ausgebildete Piloten das voll Sprengstoff gepackte Flugzeug selbstmörderisch auf alliierte Schiffe lenkten. Die zerstörende Wirkung war im Einzelfall verheerend, der Erfolg in Bezug auf eine kriegsentscheidende Wirkung war allerdings nur mäßig. Die meisten Kamikaze-Flugzeuge waren kolbenmotorgetriebene Flugzeuge; einige, wie die Yokosuka MXY-7, hatten einen Raketen- bzw. Strahlantrieb.
Japan kapitulierte, nachdem am 6. August 1945 ein B-29-Bomber eine Atombombe über Hiroshima abgeworfen hatte.

### Raketengleiter
Mit der Messerschmitt Me 163 wurde Mitte 1944 ein Raketengleiter, ausgehend von einem Segelflugzeug, zur Einsatzreife entwickelt. Es bestach durch seine Steigleistung, hatte aber nur eine kurze maximale Einsatzdauer.

### Transsonische Strömung
Während dieser Zeit wurde die Fluggeschwindigkeit bis in den transsonischen Bereich gesteigert. Umfangreiche Forschungsprojekte, insbesondere auf deutscher Seite, führten zu grundlegenden Entdeckungen in der Hochgeschwindigkeitsaerodynamik, etwa die Anwendung der Tragflächenpfeilung oder die Entdeckung der Flächenregel. Produkt dieser Bemühungen waren zwei Prototypen des schweren Strahlbombers Junkers Ju 287 mit negativer Pfeilung der Tragflächen und Anwendung der Flächenregel.

### Marschflugkörper
Mit der deutschen V1 begann 1944 der erste Einsatz von Marschflugkörpern. Die V1 besaß eine automatische Kreisel-Kurssteuerung und einen kleinen Propeller an der Spitze mit Zählwerk zur Reichweitenkontrolle. Die Steuerung war nicht sehr präzise, so konnten keine Punktziele erfolgreich angegriffen werden.

### Hubschrauber
Die Entwicklung der Hubschrauber führte im Zweiten Weltkrieg zu den ersten einsatzfähigen Typen. Gegen Ende des Krieges wurden die leichten Hubschrauber Flettner Fl 282 und Sikorsky R-4, ein Nachfolger des Sikorsky VS-300, in Serie gebaut. Auch der erste Transporthubschrauber der Welt, die Focke-Achgelis Fa 223, war im Krieg in Serienbau gegangen.

### Autopilot
Die Arado Ar 234B-2 von 1944 war der erste vierstrahlige Bomber mit einem Autopiloten (PDS).

### Schleudersitz
Everard Calthrop war der erste, der mit einem Schleudersitz zur Rettung eines Piloten experimentiert hat. 1916 baute er einen solchen Sitz der mit Pressluft angetrieben war. Anastasie Dragomir bekam am 2. April 1930 das französische Patent Nr. 678566 für einen neuartigen Schleudersitz. Seine Erfindung wurde am 28. August 1929 auf dem Flughafen Paris-Orly in einem Fahrman Flugzeug getestet. Am Steuer saß Lucien Bossoutrot.  In Rumänien wiederholte er erfolgreich sein Experiment am 26. Oktober 1929 auf dem Băneasa Airport in Bukarest. Die Heinkel He 280 war das erste zweistrahlige Flugzeug der Welt. Das Flugzeug mit zwei Turbostrahltriebwerken war auch eines der ersten, das mit einem Schleudersitz ausgerüstet war. Der Erstflug fand am 2. April 1941 statt. Seinen ersten Einsatz als Rettungsgerät hatte der Schleudersitz wohl am 13. Januar 1943, als sich der Pilot aus einer He 280 katapultieren musste, die wegen Vereisung flugunfähig geworden war.

## 1945 bis heute
In der unmittelbaren Nachkriegszeit wurden bei den Siegermächten die fortschrittlichen deutschen Entwicklungen und Projekte getestet, kopiert und weiterentwickelt. So wurden von der Ta 183 unverkennbar die MiG-15 und F-86 abgeleitet. Messerschmitts zu Kriegsende noch nicht ganz fertig gebaute Messerschmitt P.1101 wurde in den USA mit einem US-Triebwerk ausgerüstet und diente der Erforschung des Effektes unterschiedlicher Flügelpfeilungen – daraus entstand unter anderem die Bell X-5.
1947 durchbrach die Bell X-1 als erstes Flugzeug offiziell die Schallmauer, inoffiziell war das nach Berichten deutscher Kampfflieger aus Versehen bereits 1945 mit einer Messerschmitt Me 262 gelungen. Die X-1 war ein Experimentalflugzeug mit Raketenantrieb, welches von einer B-29 in ca. 10 km Höhe getragen und dort ausgeklinkt wurde, woraufhin der Raketenantrieb zündete und das Flugzeug die Schallmauer durchbrach.
Mit dem Kalten Krieg und dem Koreakrieg (1950–1953) begann das Wettrüsten der Strahlflugzeuge. In der Militärluftfahrt war dies das Ende der Propellerära; das Zeitalter der Jets war angebrochen. Am 8. November 1950 gelang der weltweit erste Sieg in einem Luftkampf zwischen Strahlflugzeugen, bei dem eine MiG-15 von einer Lockheed P-80 abgeschossen wurde. Grundsätzlich waren die P-80 und Republic F-84 den sowjetischen Jets jedoch nicht gewachsen und wurden deshalb bald von der F-86 Sabre abgelöst.

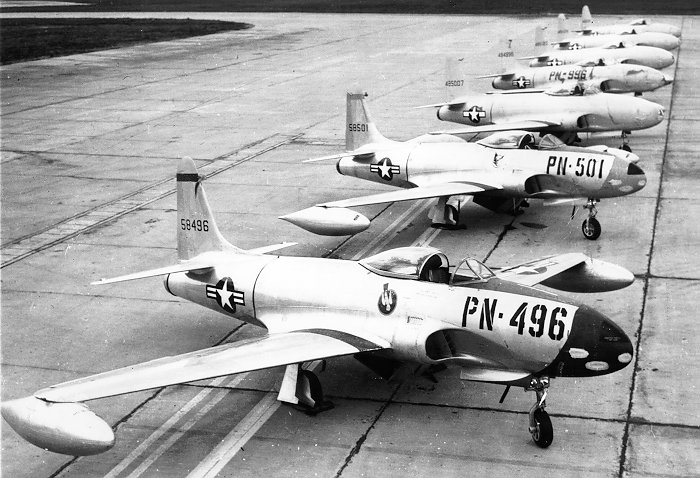
Lockheed P-80 (1944)
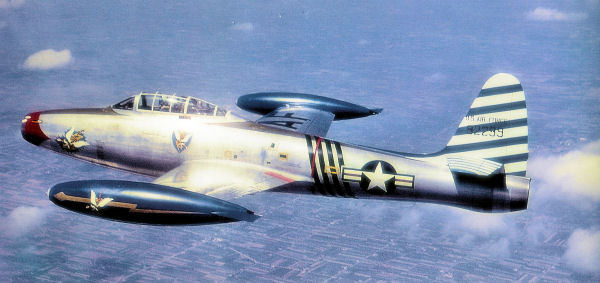
Republic F-84 (1946)
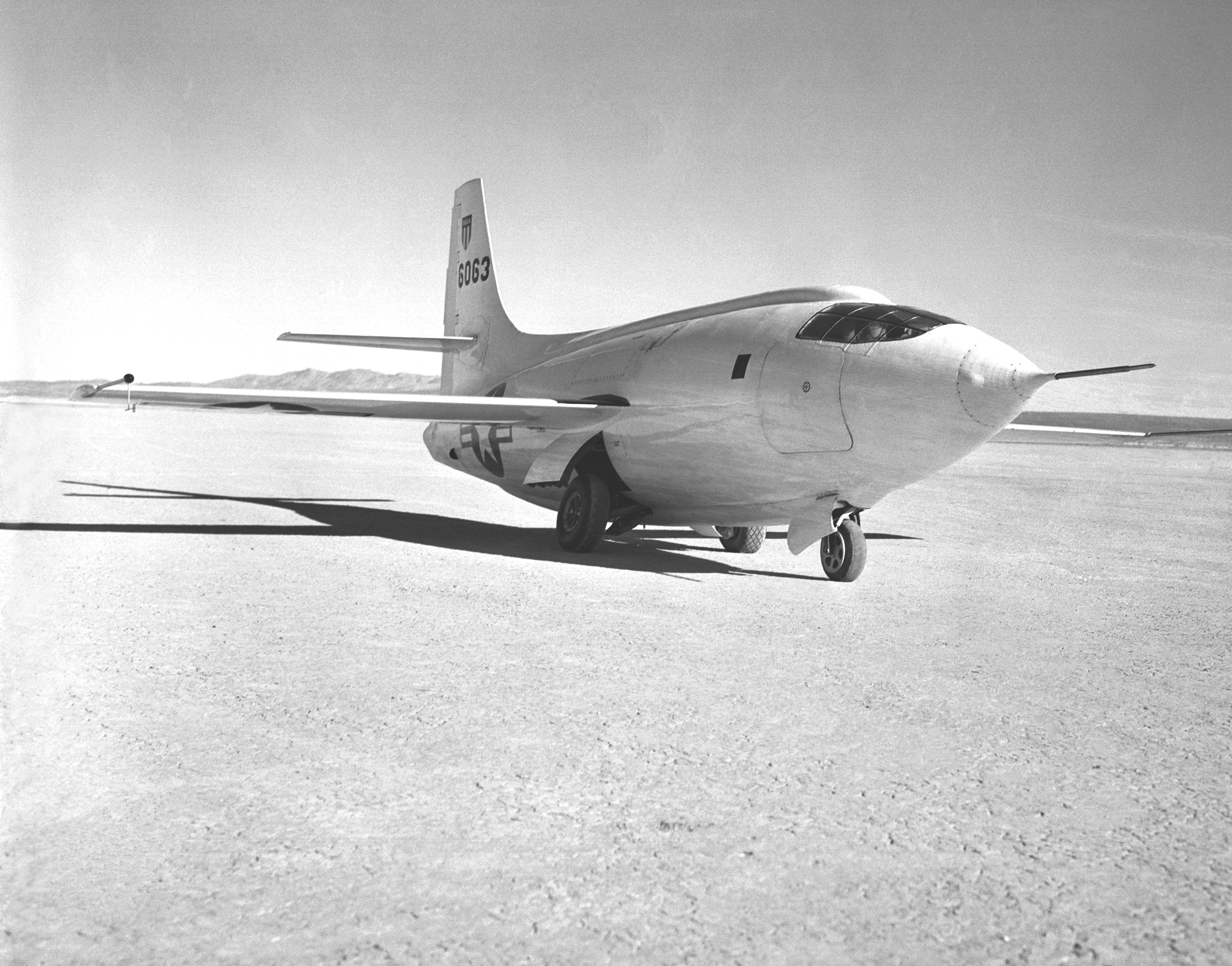
Bell X-1 (1946)
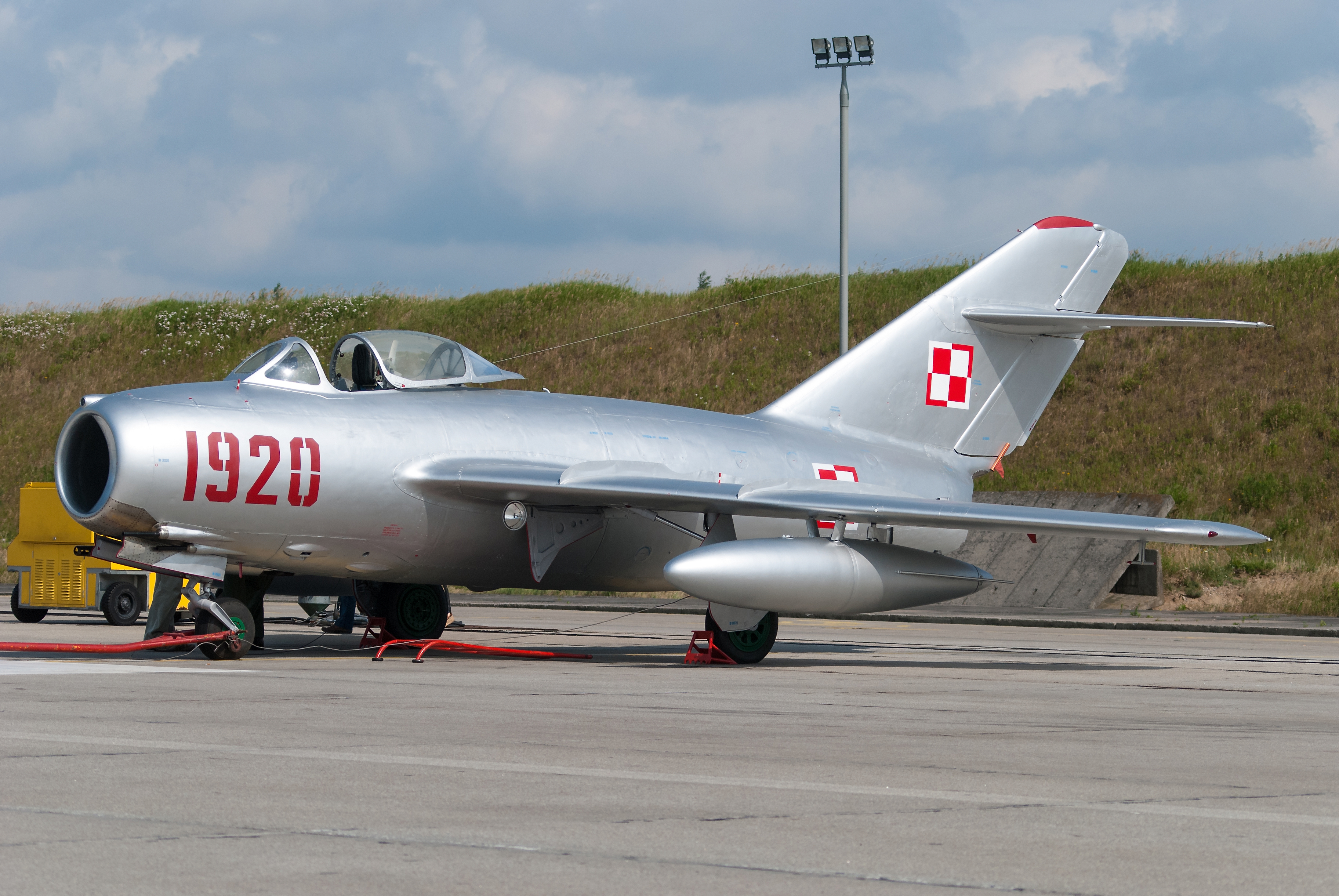
MiG-15 (1947)
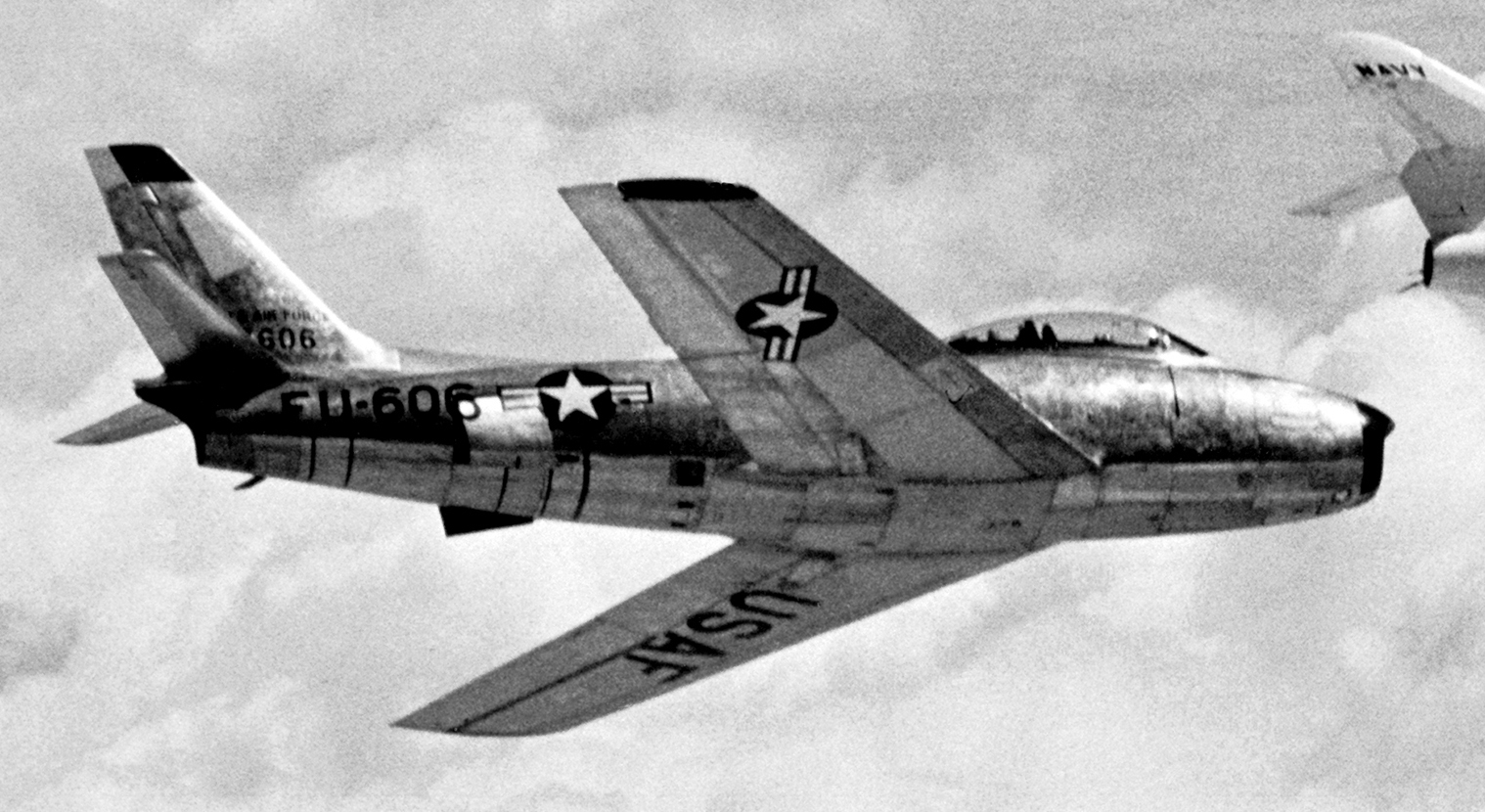
North American F-86 Sabre (1947)

### Strahlturbinen-Verkehrsflugzeuge
Mit der Inbetriebnahme der britischen De Havilland DH.106 Comet bei der Fluggesellschaft BOAC 1952 schien das Zeitalter der Strahlturbinen auch für Verkehrsflugzeuge anzubrechen. Allerdings waren die verfügbaren Werkstoffe den neuen Belastungen noch nicht gewachsen – der Verkehr fand jetzt in größeren Höhen statt und die wechselnde Druckbelastung führte zu Haarrissen im Rumpf. Als 1954 mehrere Maschinen dieses Typs abstürzten und die Maschinen am Boden bleiben mussten, war dieses Zeitalter in der westlichen Welt erst einmal unterbrochen. Anders im Ostblock: Mit der Tupolew Tu-104 etablierte die Sowjetunion ab 1956 erfolgreiche Liniendienste.
Flugzeug 152 oder Baade 152, benannt nach ihrem Konstrukteur Brunolf Baade, war in den 1950er Jahren das erste entwickelte deutsche Passagierstrahlflugzeug und das wichtigste Projekt des Flugzeugbaus in der Deutschen Demokratischen Republik (DDR). Gefertigt wurde es vom VEB Flugzeugwerke Dresden (FWD).
Die Briten waren an einem Phänomen gescheitert, welches damals noch kaum erforscht war: Materialermüdung. Die Comet musste weitgehend neu konstruiert werden. Als das Nachfolgemodell DH.106 Comet 4B nach vier Jahren seinen Dienst wieder aufnahm, hatte Boeing mit der 707 bereits ein Strahlflugzeug für den Passagiertransport entwickelt und erfolgreich verkauft, das eine größere Reichweite hatte und mehr als doppelt so viele Passagiere befördern konnte. Den endgültigen Erfolg bescherte der 707 ab 1962 der Einsatz der leistungsstärkeren und verbrauchsärmeren Mantelstromtriebwerke (engl. Turbofan). Anfang der 70er Jahre begann der Einzug des Großraumpassagierflugzeugs Boeing 747 „Jumbo-Jet“, dessen Dominanz in diesem Bereich erst mit dem Airbus A380 abnahm.

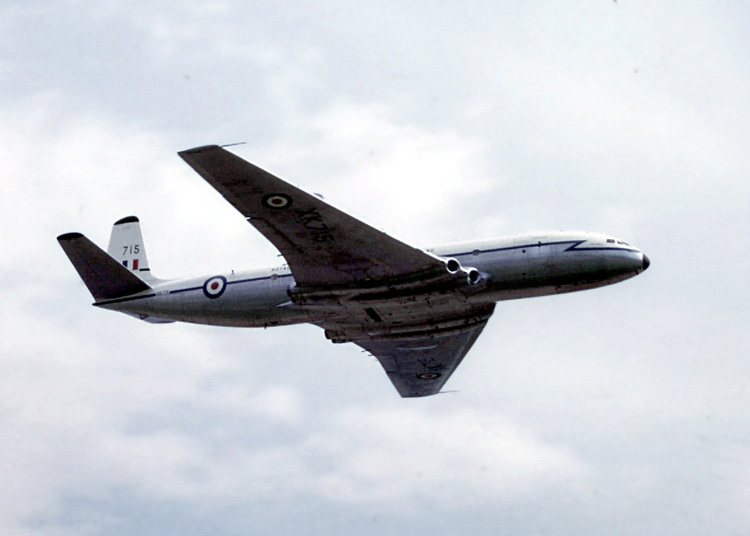
De Havilland DH 106 „Comet“
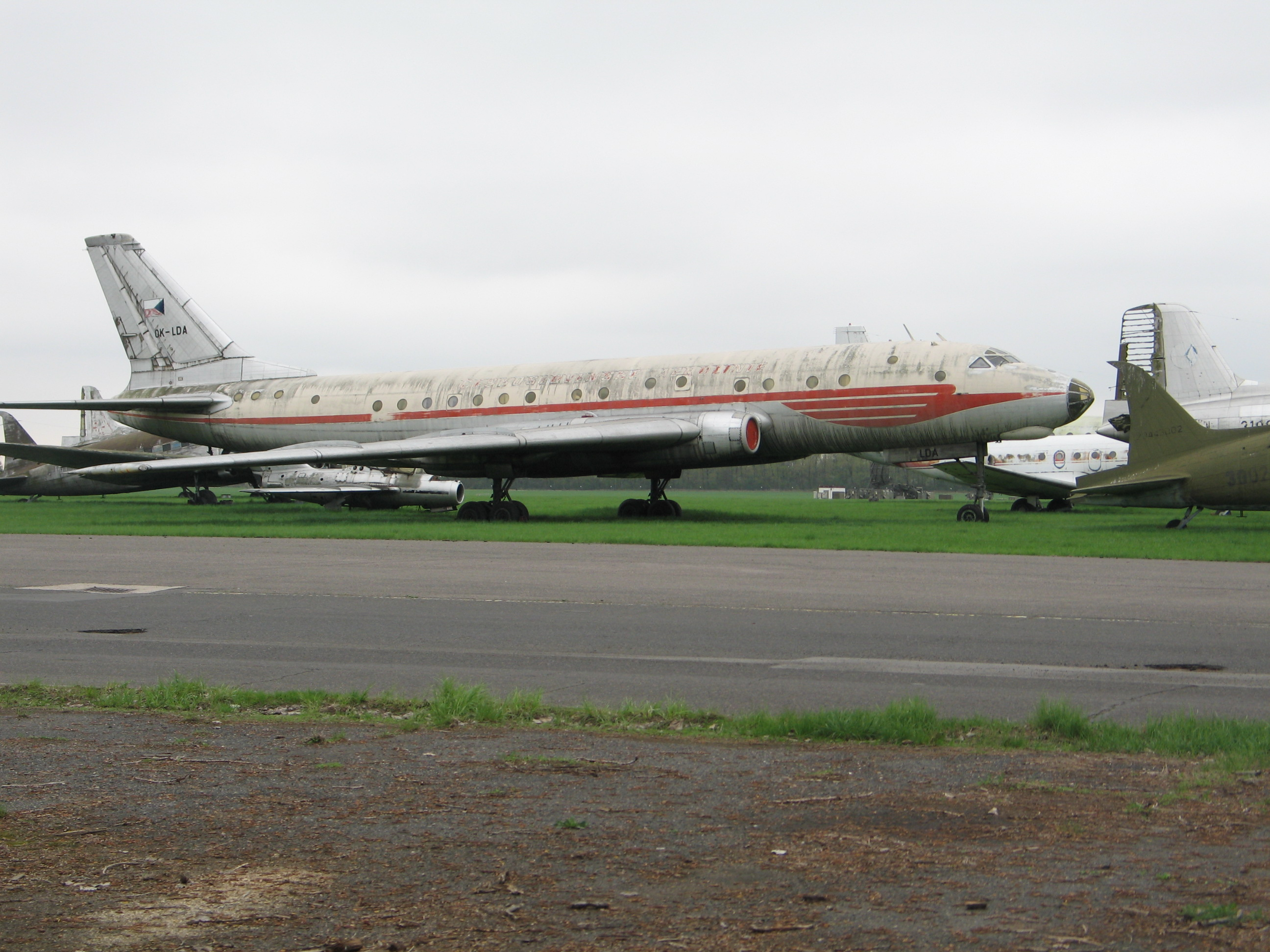
Eine Tupolew Tu-104 im Museum
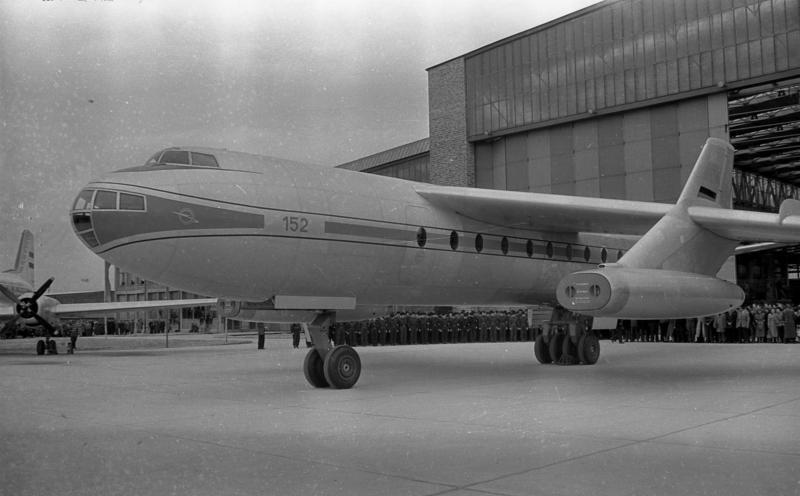
Roll-out der „152/I V-1“ am 1. Mai 1958
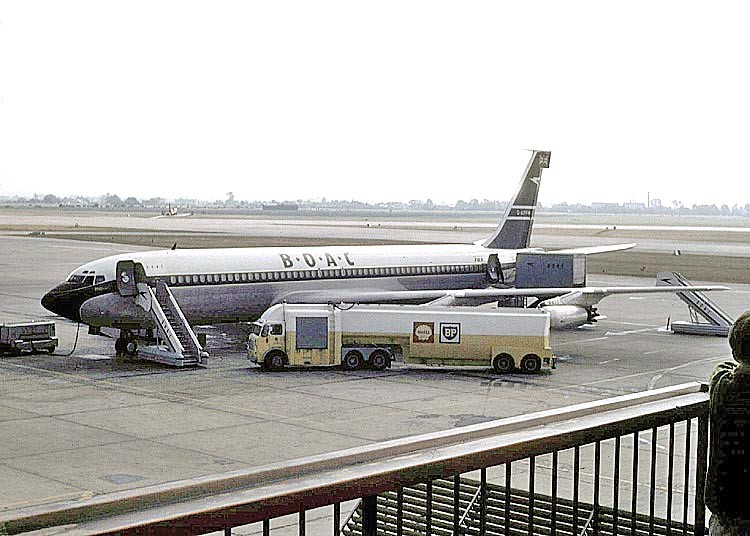
Boeing 707 mit den alten Pratt & Whitney JT3C Strahlturbinen
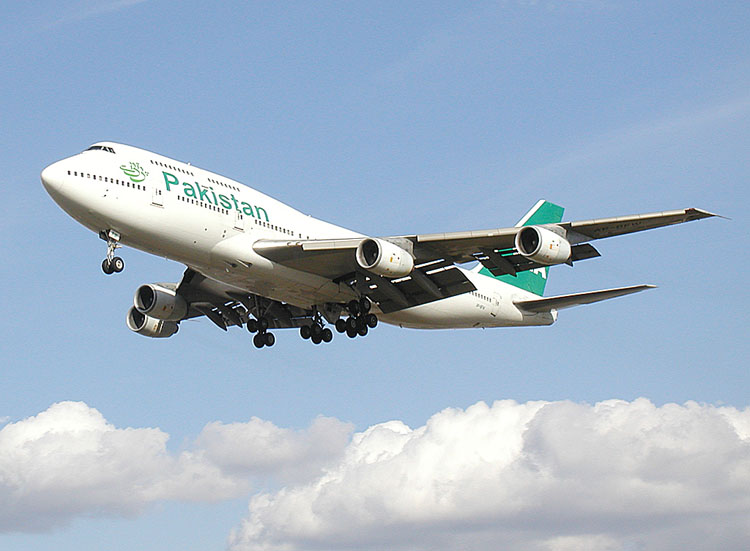
Boeing 747 „Jumbo-Jet“

### Langstreckenbomber
Mit Beginn der 1950er Jahre begann die Entwicklung weit reichender strategischer Bomber, die auch Atombomben tragen konnten. Die bekanntesten Vertreter waren die Boeing B-52, Convair B-58, Mjassischtschew M-4 und die Tupolew Tu-95. Die B-58 war das erste Kampfflugzeug mit einem zentralen Bordrechner, der die zahlreichen Baugruppen zusammenfasste.

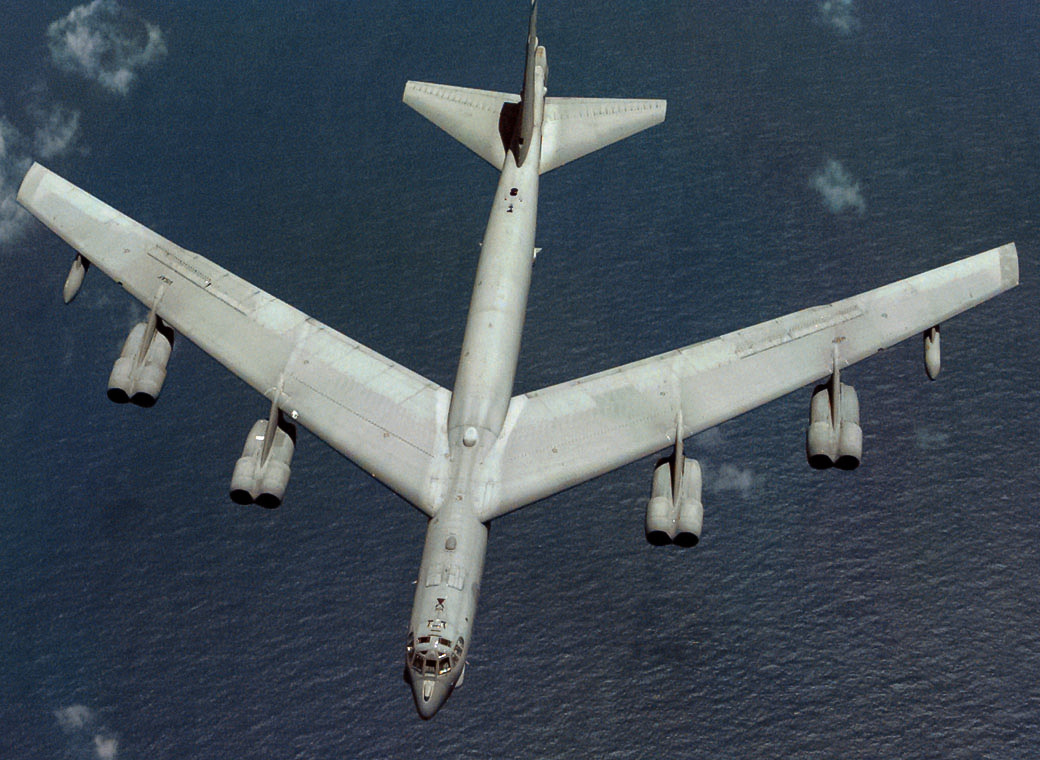
Boeing B-52 „Stratofortress“
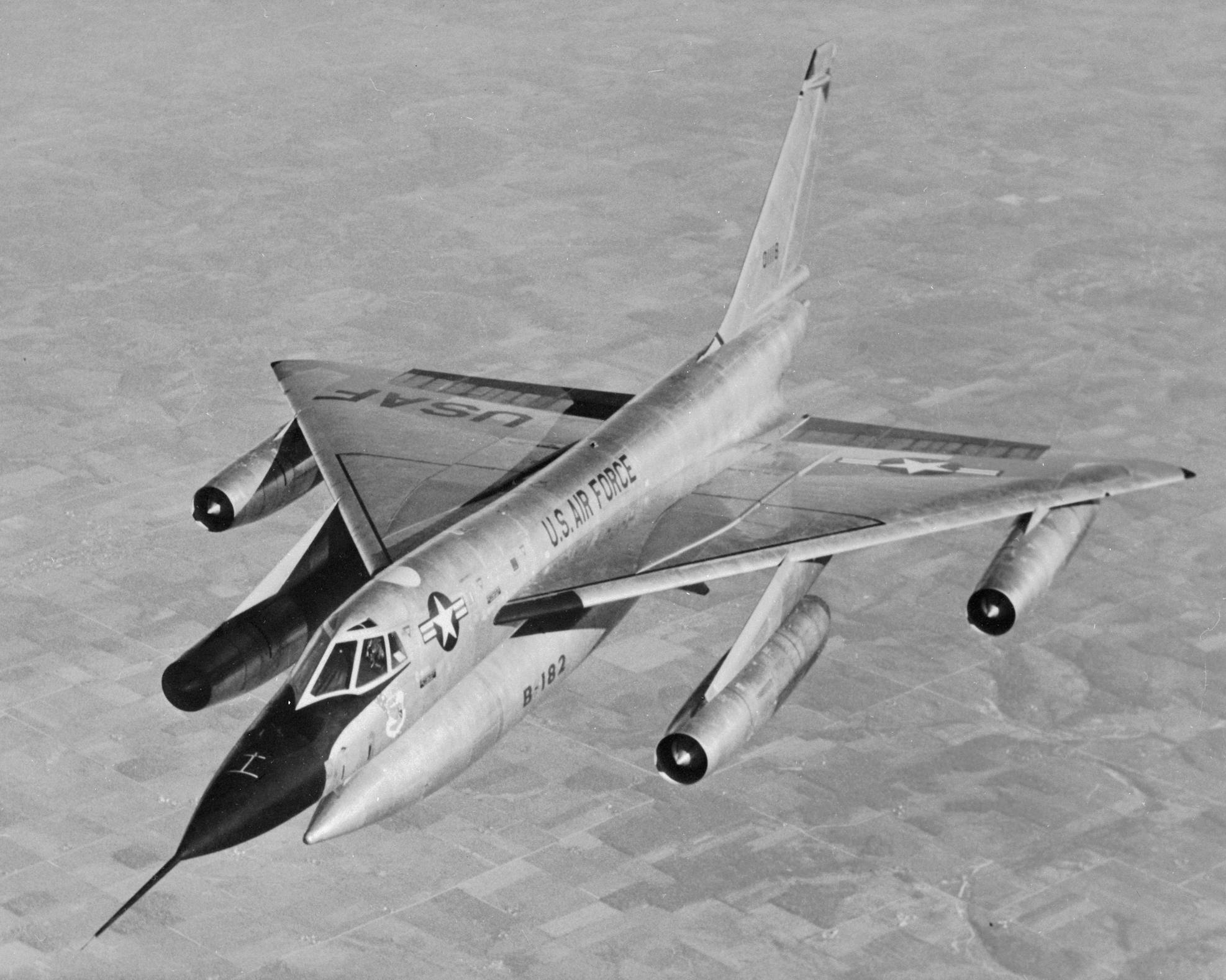
Convair B-58 „Hustler“
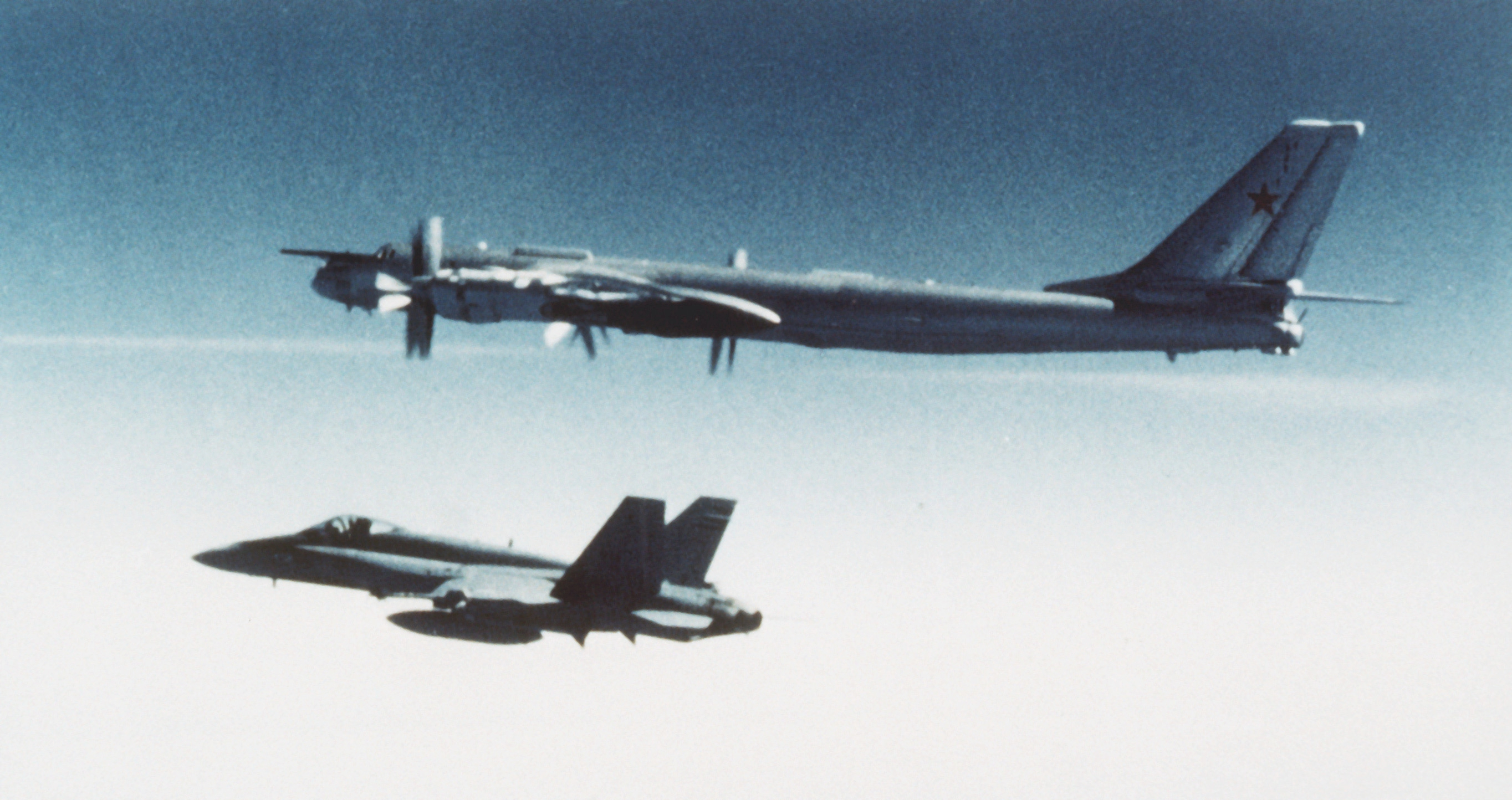
Tupolew Tu-95 „Bear“

### Gasturbinenantrieb für Hubschrauber
1955 rüstete die französische Firma Sud Aviation ihren Hubschrauber Alouette II mit einer 250 kW-Turboméca-Artouste-Wellenturbine aus und baute damit den ersten Hubschrauber mit Gasturbinenantrieb.

### Spionageflugzeuge
Mit dem Spionageflugzeug Lockheed U-2 begannen die Amerikaner Ende der 50er Jahre regelmäßige Flüge über sowjetisches Gebiet. Am 1. Mai 1960 wurde der Pilot Gary Powers mit seiner U-2 über der Sowjetunion abgeschossen. Es kam zu einem politischen Schauprozess. Die U-2 spielte auch in der Kuba-Krise 1962 eine entscheidende Rolle.

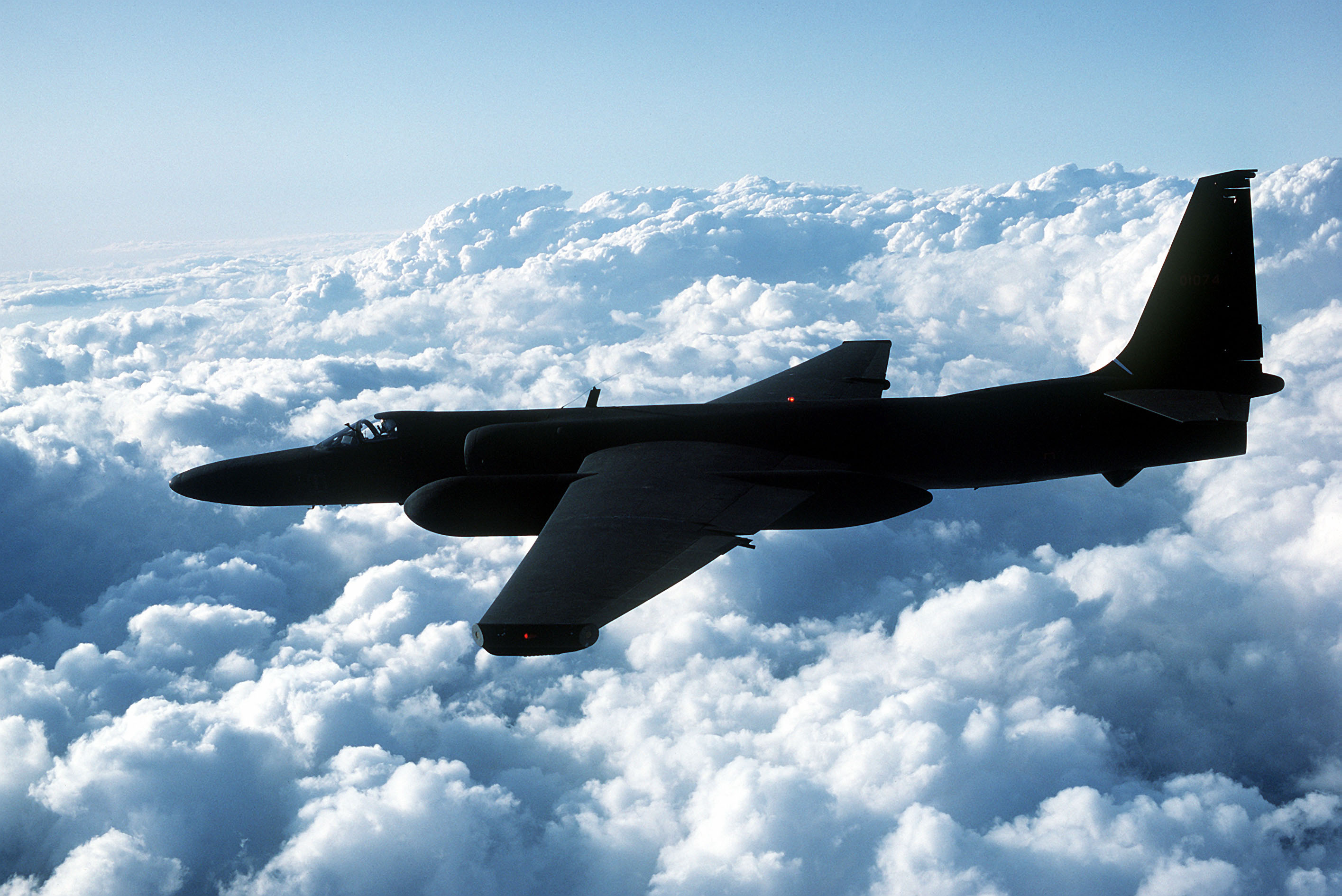
Lockheed U-2 (heute TR1)

### Erfindung des Gleitschirms
1964 reicht der Kanadier Domina Jalbert seinen Parafoil zum Patent ein. Damit gilt er als Erfinder des rechteckigen, kasten- oder matratzenförmigen Flächenfallschirms oder Gleitschirms. Seine Arbeiten beruhen auf den Grundideen von Francis Rogallo, seine Erfindung legt die Grundlagen des Gleitschirmfliegens.

### Senkrechtstarter
Mit dem Hawker Siddeley Harrier begann die Serienherstellung senkrechtstartender VTOL-Flugzeuge ab 1966. Allerdings kamen fast alle anderen VTOL-Flugzeuge nicht über das Prototypenstadium hinaus. Die Vereinigten Staaten entwickeln zurzeit (2005) mit dem Lockheed Martin F-35 eine neue Generation von SVTOL/-VTOL-Flugzeugen.

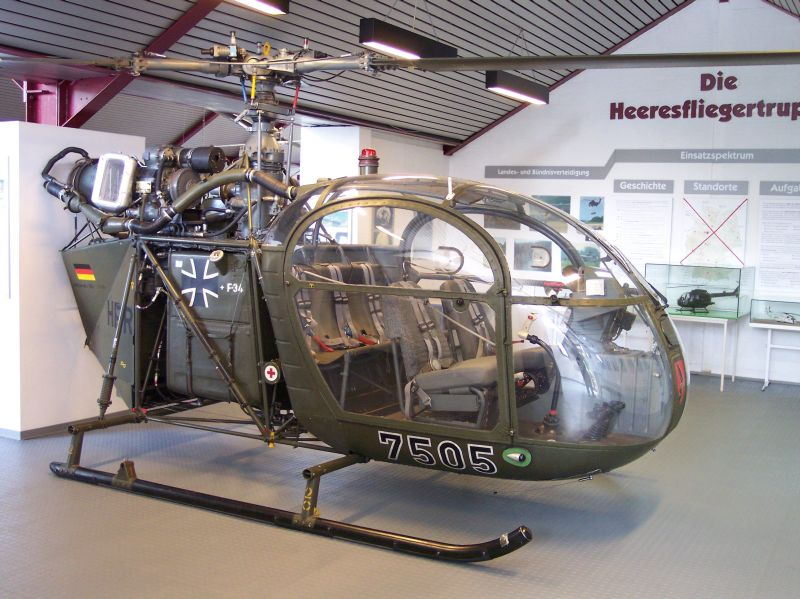
Alouette II
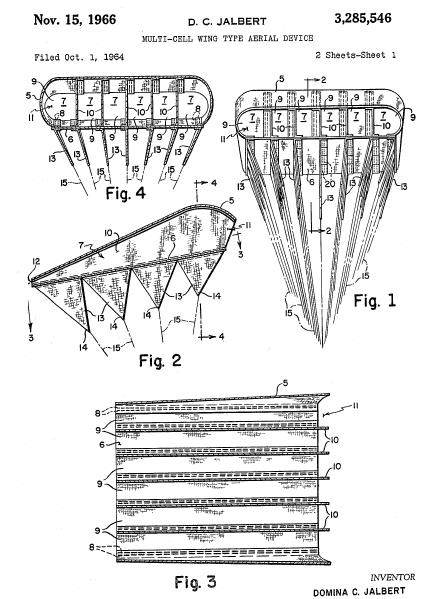
Aus der Patentschrift zum Parafoil
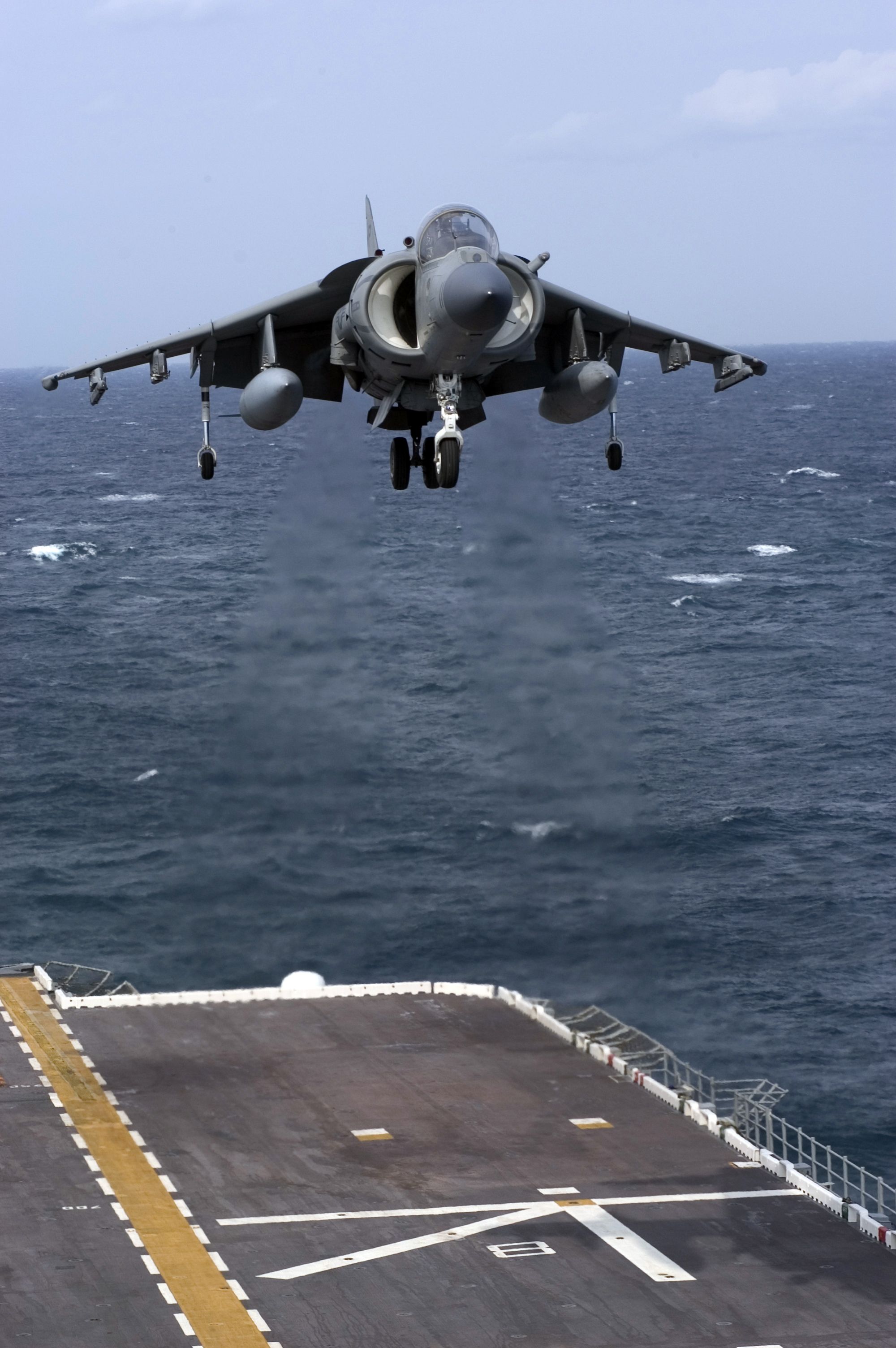
Harrier II

### Vietnamkrieg
Mit dem Vietnam-Krieg trafen erneut sowjetische und amerikanische Flugzeuge aufeinander. Dabei erwies sich die MiG-21 gegenüber der amerikanischen McDonnell F-4 Phantom II in vielen Fällen als überlegen. Die Boeing B-52 wurde zu großflächigen Bombardements eingesetzt. Der umfangreiche Einsatz von Hubschraubern, wie der CH-47 Chinook und Bell UH-1, wurde immer wichtiger.

### Tu-144 und Concorde
Mit dem Jungfernflug der Tupolew Tu-144 am 31. Dezember 1968 und der Concorde am 2. März 1969 begann die Episode des Überschall-Passagierluftverkehrs.
Die Amerikaner hatten bei konventionellen zivilen, mit Turbinenstrahltriebwerken angetriebenen Passagierflugzeugen eine Monopolstellung erreicht. Diese wollten Engländer und Franzosen durch den Bau der Concorde durchbrechen. Hohe Energiekosten und höheres Umweltbewusstsein schränkten jedoch die Wirtschaftlichkeit und Brauchbarkeit dieses Modells ein. Der letzte Flug einer Concorde fand am 26. November 2003 statt.

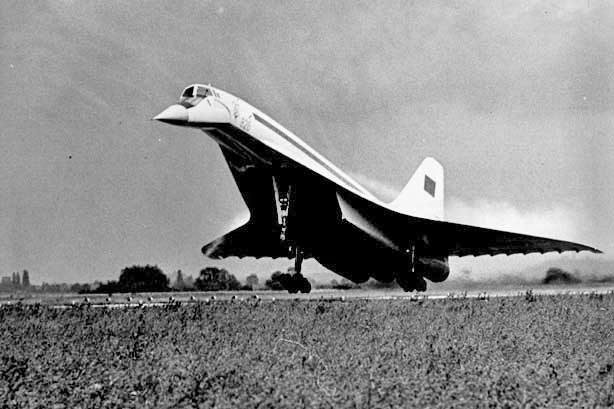
Erster Tu-144-Prototyp beim Start in Berlin-Schönefeld
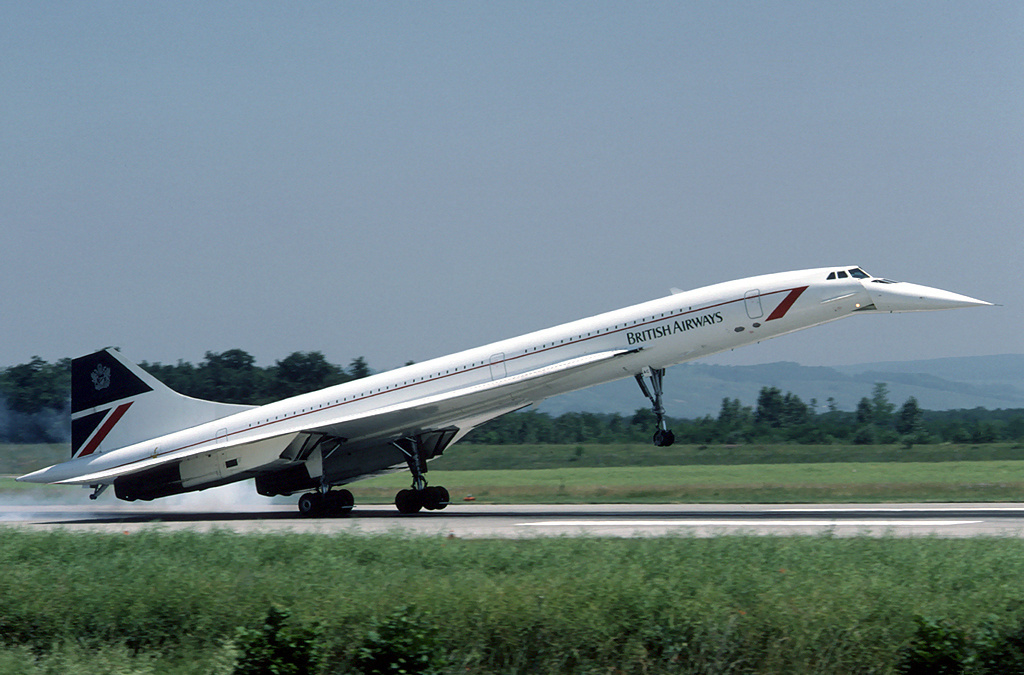
Eine Concorde der British Airways

### Stealth-Flugzeuge („Tarnkappenflugzeuge“)
Die Lockheed F-117A Nighthawk der United States Air Force war das weltweit erste einsatzbereite Flugzeug, das sich die Tarnkappentechnik konsequent zunutze machte. Die erste F-117A wurde 1982 ausgeliefert. Während des Baus der F-117 wurde sie von den amerikanischen Ingenieuren als „hoffnungsloser“ Fall bezeichnet, da sie vermuteten, dass das Flugzeug aufgrund seiner Form nie in der Lage sein würde zu fliegen. Bevor sie einen offiziellen Namen bekamen, nannten die Ingenieure und Testpiloten die unkonventionellen Flugzeuge, die während des Tages versteckt wurden, um Entdeckung durch sowjetische Satelliten zu verhindern, „Cockroaches“ (Kakerlaken). Diese Bezeichnung wird noch immer häufig benutzt, weil diese Flugzeuge nach Meinung vieler zu den hässlichsten gehören, die bislang gebaut wurden. Das Flugzeug wird auch „Wobblin Goblin“ genannt, speziell wegen seiner unruhigen Flugeigenschaften bei Luftbetankungen. Es lässt sich auf Grund seiner instabilen aerodynamischen Eigenschaften wohl nur mit Computerunterstützung fliegen.
Russland entwickelt ein Tarnkappenflugzeug namens Suchoi Su-57; China eines namens J-20.

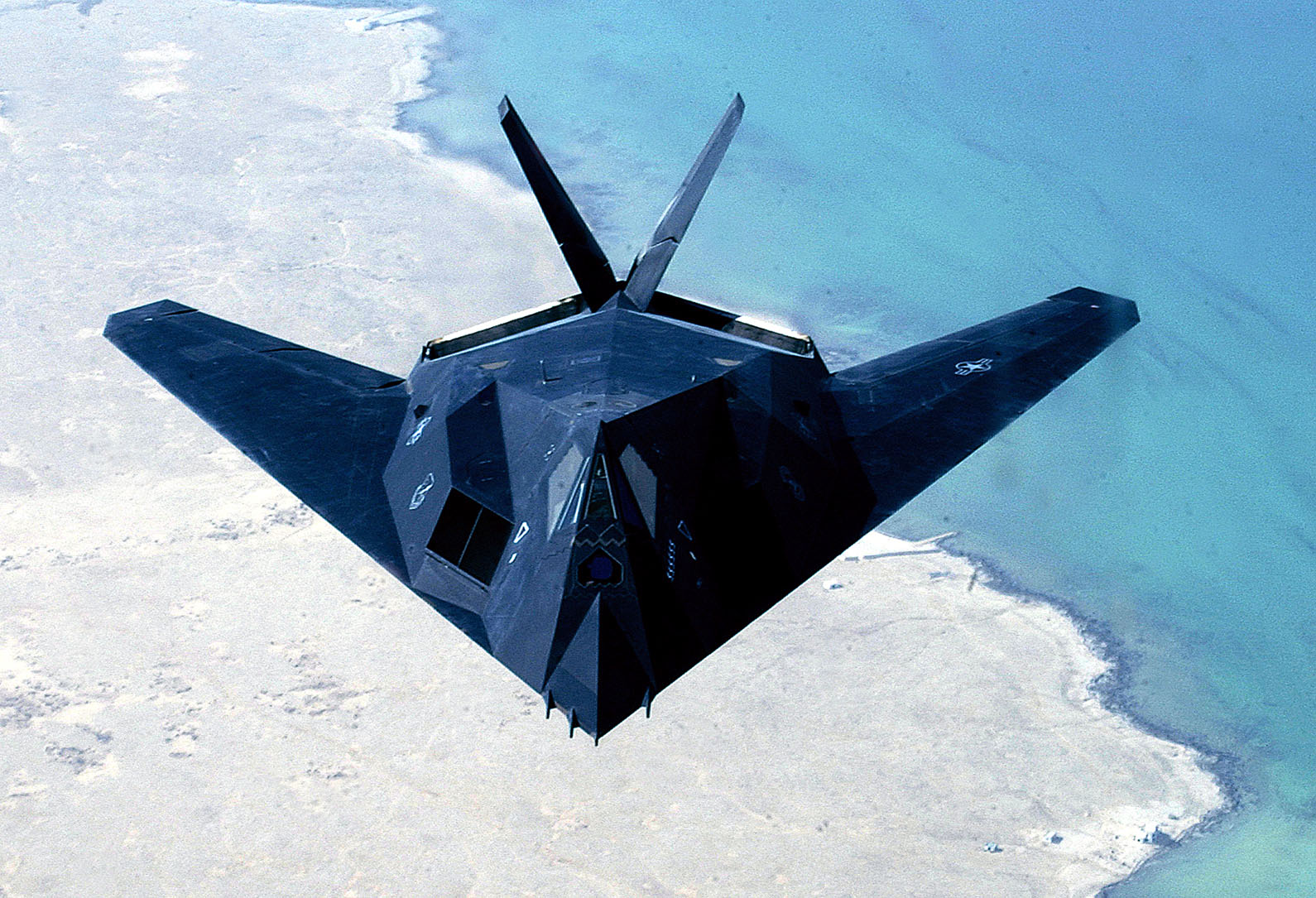
Lockheed F-117
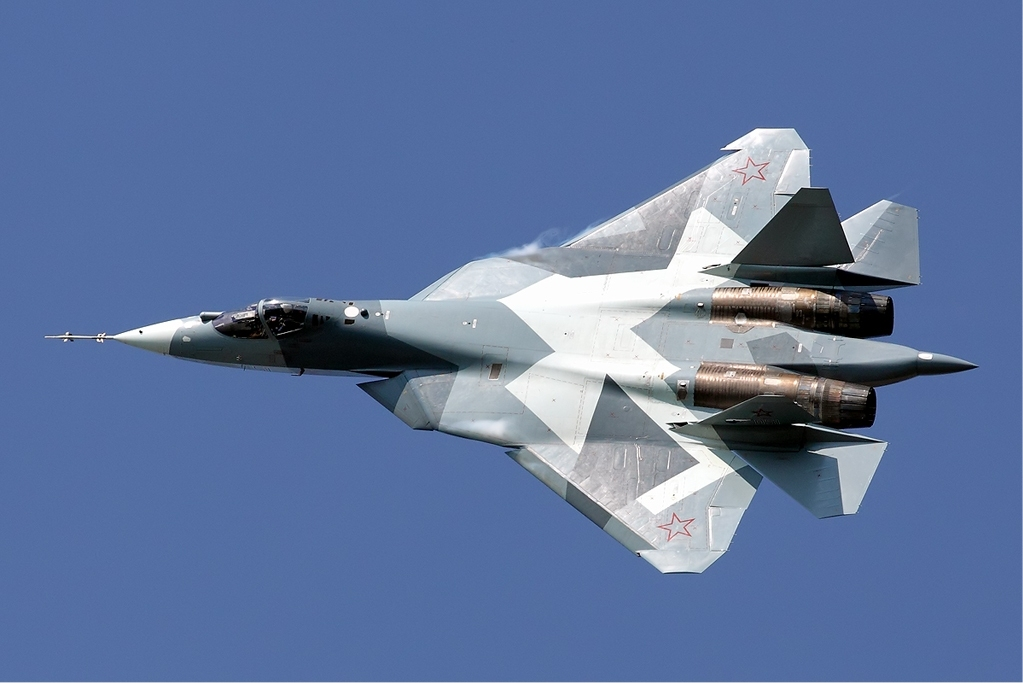
Suchoi Su-57 Prototyp T-50-1
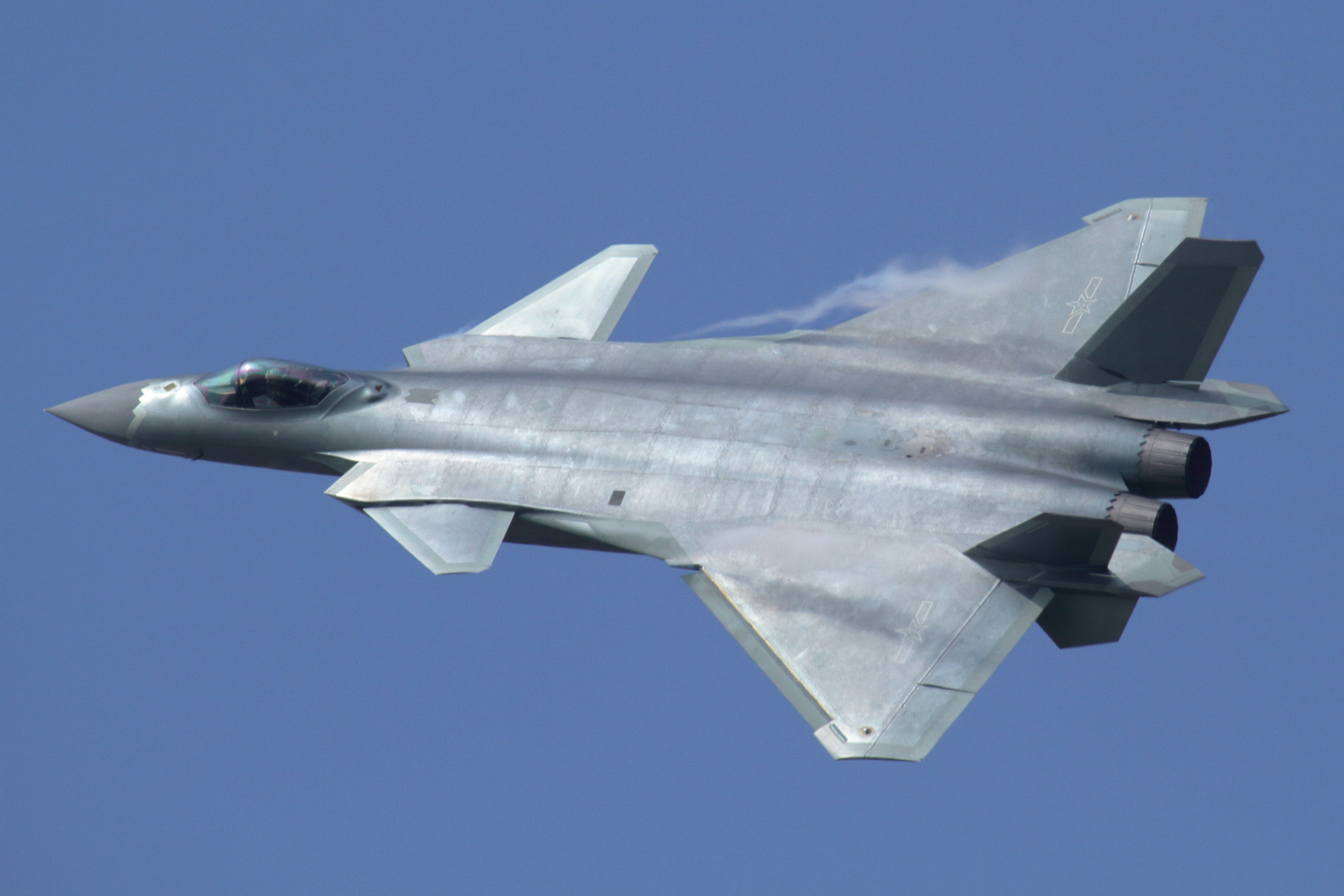
Chengdu J-20

### SmartBird

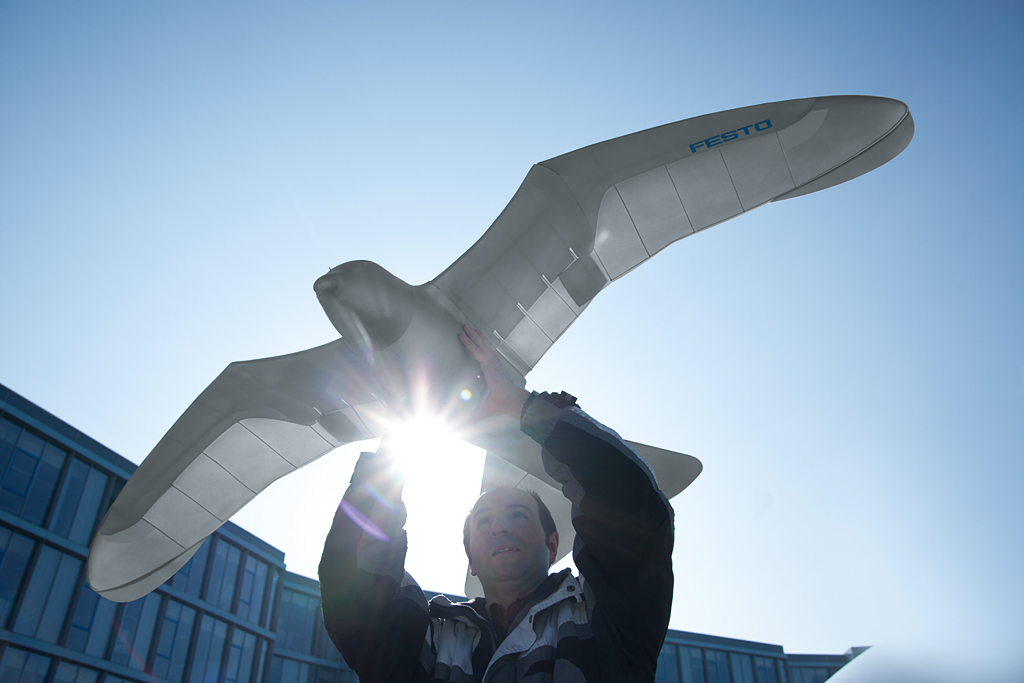
Festo SmartBird kurz vor dem Start

Der SmartBird der Firma Festo wurde 2011 auf der Hannover-Messe vorgestellt. Damit ist es erstmals gelungen ein technisches Flugobjekt auf der Basis des Schlagfluges von Vögeln zu realisieren.

### Suborbitaler Raumflug

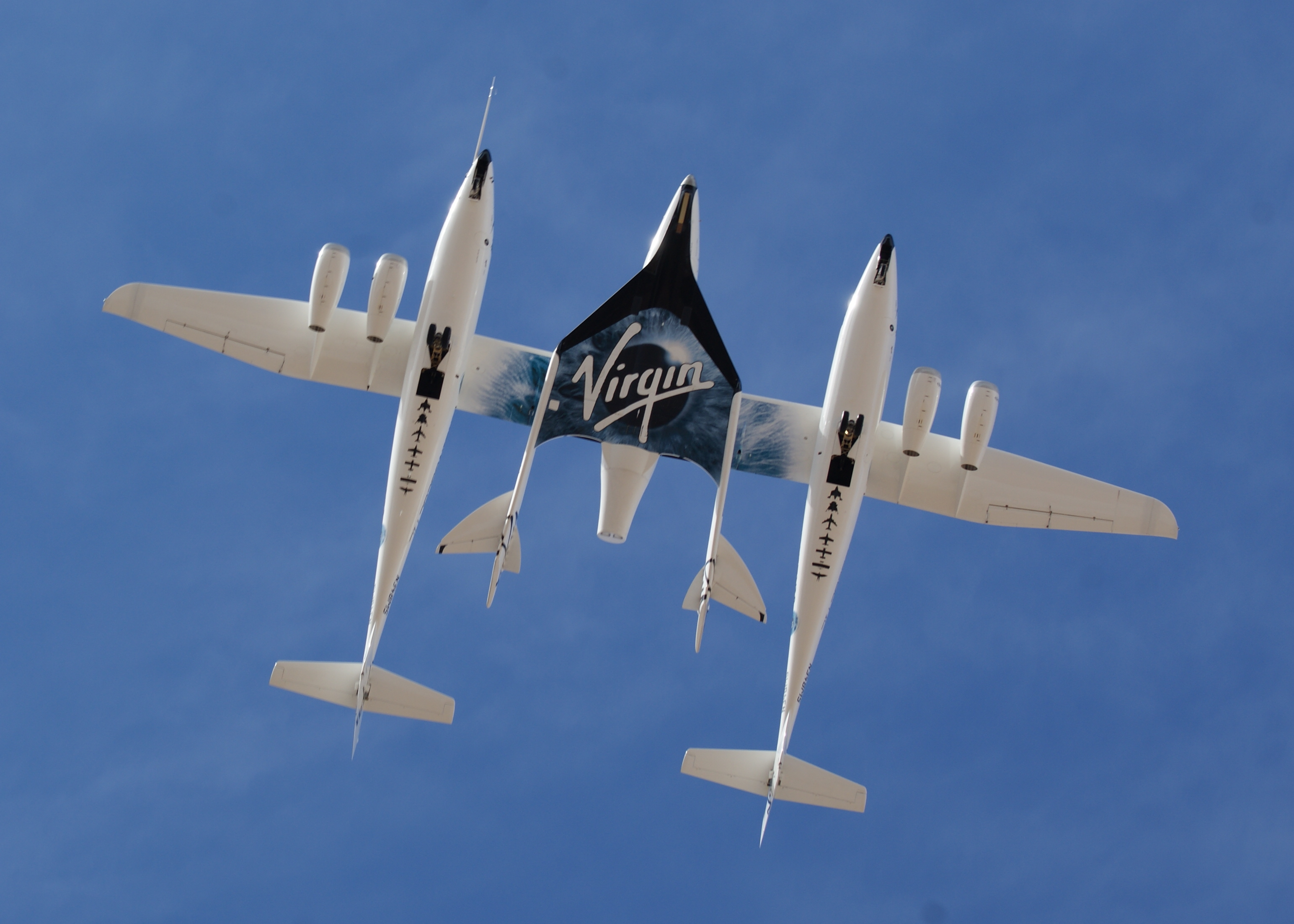
Raumflieger SpaceShipTwo

Mit dem Raketenflugzeug SpaceShipOne gelang am 21. Juni 2004 der erste privat finanzierte suborbitale Raumflug über 100 km Höhe. Die Maschine wurde von der Firma Scaled Composites im Rahmen des Projekts Tier One entwickelt, um den Wettbewerb Ansari X-Prize der X-Prize Foundation für sich entscheiden zu können. Dieser stellte zehn Millionen Dollar für denjenigen in Aussicht, der als Erster mit einem Fluggerät neben dem Piloten zwei Personen oder entsprechenden Ballast in eine Höhe von mehr als 100 Kilometer befördert und dies mit demselben Fluggerät innerhalb von 14 Tagen wiederholt.

### Flüge auf anderen Planeten
Der erste Helikopterflug auf einem anderen Planeten gelang am 19. April 2021 mit dem Ingenuity Mars Helicopter im Rahmen der Perverserance Mission der NASA.